# 1994 год
1994 (ты́сяча девятьсо́т девяно́сто четвёртый) год  по григорианскому календарю — невисокосный год, начинающийся в субботу. Это 1994 год нашей эры, 4‑й год 10‑го десятилетия XX века 2‑го тысячелетия, 5‑й год 1990‑х годов. Он закончился 31 год назад.
| Пн | Вт | Ср | Чт | Пт | Сб | Вс |
|    |    |    |    |    | 1  | 2  |
| 3  | 4  | 5  | 6  | 7  | 8  | 9  |
| 10 | 11 | 12 | 13 | 14 | 15 | 16 |
| 17 | 18 | 19 | 20 | 21 | 22 | 23 |
| 24 | 25 | 26 | 27 | 28 | 29 | 30 |
| 31 |    |    |    |    |    |    |

| Пн | Вт | Ср | Чт | Пт | Сб | Вс |
|    | 1  | 2  | 3  | 4  | 5  | 6  |
| 7  | 8  | 9  | 10 | 11 | 12 | 13 |
| 14 | 15 | 16 | 17 | 18 | 19 | 20 |
| 21 | 22 | 23 | 24 | 25 | 26 | 27 |
| 28 |    |    |    |    |    |    |

| Пн | Вт | Ср | Чт | Пт | Сб | Вс |
|    | 1  | 2  | 3  | 4  | 5  | 6  |
| 7  | 8  | 9  | 10 | 11 | 12 | 13 |
| 14 | 15 | 16 | 17 | 18 | 19 | 20 |
| 21 | 22 | 23 | 24 | 25 | 26 | 27 |
| 28 | 29 | 30 | 31 |    |    |    |

| Пн | Вт | Ср | Чт | Пт | Сб | Вс |
|    |    |    |    | 1  | 2  | 3  |
| 4  | 5  | 6  | 7  | 8  | 9  | 10 |
| 11 | 12 | 13 | 14 | 15 | 16 | 17 |
| 18 | 19 | 20 | 21 | 22 | 23 | 24 |
| 25 | 26 | 27 | 28 | 29 | 30 |    |

| Пн | Вт | Ср | Чт | Пт | Сб | Вс |
|    |    |    |    |    |    | 1  |
| 2  | 3  | 4  | 5  | 6  | 7  | 8  |
| 9  | 10 | 11 | 12 | 13 | 14 | 15 |
| 16 | 17 | 18 | 19 | 20 | 21 | 22 |
| 23 | 24 | 25 | 26 | 27 | 28 | 29 |
| 30 | 31 |    |    |    |    |    |

| Пн | Вт | Ср | Чт | Пт | Сб | Вс |
|    |    | 1  | 2  | 3  | 4  | 5  |
| 6  | 7  | 8  | 9  | 10 | 11 | 12 |
| 13 | 14 | 15 | 16 | 17 | 18 | 19 |
| 20 | 21 | 22 | 23 | 24 | 25 | 26 |
| 27 | 28 | 29 | 30 |    |    |    |

| Пн | Вт | Ср | Чт | Пт | Сб | Вс |
|    |    |    |    | 1  | 2  | 3  |
| 4  | 5  | 6  | 7  | 8  | 9  | 10 |
| 11 | 12 | 13 | 14 | 15 | 16 | 17 |
| 18 | 19 | 20 | 21 | 22 | 23 | 24 |
| 25 | 26 | 27 | 28 | 29 | 30 | 31 |

| Пн | Вт | Ср | Чт | Пт | Сб | Вс |
| 1  | 2  | 3  | 4  | 5  | 6  | 7  |
| 8  | 9  | 10 | 11 | 12 | 13 | 14 |
| 15 | 16 | 17 | 18 | 19 | 20 | 21 |
| 22 | 23 | 24 | 25 | 26 | 27 | 28 |
| 29 | 30 | 31 |    |    |    |    |

| Пн | Вт | Ср | Чт | Пт | Сб | Вс |
|    |    |    | 1  | 2  | 3  | 4  |
| 5  | 6  | 7  | 8  | 9  | 10 | 11 |
| 12 | 13 | 14 | 15 | 16 | 17 | 18 |
| 19 | 20 | 21 | 22 | 23 | 24 | 25 |
| 26 | 27 | 28 | 29 | 30 |    |    |

| Пн | Вт | Ср | Чт | Пт | Сб | Вс |
|    |    |    |    |    | 1  | 2  |
| 3  | 4  | 5  | 6  | 7  | 8  | 9  |
| 10 | 11 | 12 | 13 | 14 | 15 | 16 |
| 17 | 18 | 19 | 20 | 21 | 22 | 23 |
| 24 | 25 | 26 | 27 | 28 | 29 | 30 |
| 31 |    |    |    |    |    |    |

| Пн | Вт | Ср | Чт | Пт | Сб | Вс |
|    | 1  | 2  | 3  | 4  | 5  | 6  |
| 7  | 8  | 9  | 10 | 11 | 12 | 13 |
| 14 | 15 | 16 | 17 | 18 | 19 | 20 |
| 21 | 22 | 23 | 24 | 25 | 26 | 27 |
| 28 | 29 | 30 |    |    |    |    |

| Пн | Вт | Ср | Чт | Пт | Сб | Вс |
|    |    |    | 1  | 2  | 3  | 4  |
| 5  | 6  | 7  | 8  | 9  | 10 | 11 |
| 12 | 13 | 14 | 15 | 16 | 17 | 18 |
| 19 | 20 | 21 | 22 | 23 | 24 | 25 |
| 26 | 27 | 28 | 29 | 30 | 31 |    |

Объявлен ООН Международным годом семьи, спорта и олимпийских идеалов.

## События
См. также: Категория:1994 год

### Январь
- 1 января
  - Начало работы телеканала «М-49».
  - В Российской Федерации введены автомобильные номера нового образца.
  - Начало второго этапа формирования экономического и валютного союза стран ЕС.
  - Вступил в силу договор о Североамериканской зоне свободной торговли (НАФТА).
- 1—12 января — Восстание индейцев в штате Чьяпас (Мексика), организованное Сапатистской армией национального освобождения[2].
- 3 января — в районе посёлка Мамоны (Иркутская область) потерпел катастрофу самолёт Ту-154, совершавший рейс по маршруту Иркутск-Москва. 115 пассажиров, 9 членов экипажа, а также 1 человек, находившийся на земле, погибли.
- 7 января — Катастрофа Jetstream 41 под Колумбусом
- 8 января — с космодрома Байконур осуществлён запуск российского пилотируемого космического корабля Союз ТМ-18. Экипаж — В. М. Афанасьев, Ю. В. Усачёв и В. В. Поляков[3].
- 10—11 января — встреча на высшем уровне стран-членов НАТО в Брюсселе. На встрече принимается программа «Партнёрство во имя мира»[2].
- 11 января
  - Начало работы Государственной Думы Российской Федерации первого созыва.
  - Правительство Ирландии отменило 20-летний запрет на теле- и радиотрансляцию выступлений националистической организации Ирландская республиканская армия (ИРА) и её политического крыла «Шинн Фейн».
- 13 января — Национальное собрание Бурунди избрала президентом страны Сиприена Нтарьямиру[2].
- 14 января
  - Президенты России, США и Украины подписали в Москве трёхстороннее заявление о порядке передачи России ядерных боеголовок с территории Украины, о компенсации и гарантиях безопасности Украины. Президенты Ельцин и Клинтон подписали Московскую декларацию о взаимном ненацеливании стратегических ядерных ракет начиная с 30 мая 1994 года[4].
  - Приземление корабля Союз ТМ-17. Экипаж — В. В. Циблиев, А. А. Серебров.
- 15 января — в Туркменистане прошёл референдум о продлении президентского срока Сапармурата Ниязова до 2002 года. Официальные результаты показали, что предложение было одобрено 99,9 % избирателей[5].
- 16 января
  - Егор Гайдар выходит из состава Правительства Российской Федерации в знак несогласия с правительственной политикой. 26 января из правительства уходит также вице-премьер Борис Фёдоров[2].
  - В Финляндии прошёл первый тур президентских выборов[6].
  - В Женеве состоялась встреча президента США Билла Клинтона с президентом Сирии Хафезом Асадом. Главная тема переговоров — условия возобновления сирийско-израильских переговоров[7].
  - В Крыму состоялся первый тур президентских выборов.
- 17 января
  - Начало вещания НТВ в 18:00 (в Москве).
  - Сильное землетрясение в южных районах штата Калифорния (США). Погибли 60 человек, около 20 000 жителей остались без крова.
- 18 января — возле Фуэртевентуры (Канарские острова) сел на мель океанский лайнер «SS American Star». Все пассажиры были заранее эвакуированы[8].
- 19 января
  - Предлагаемые в Японии реформы, направленные против политической коррупции, отвергнуты верхней палатой парламента (29 января компромисс достигнут после отмены преимуществ, которыми пользовались сельские избиратели, и введения ограничений на политические пожертвования корпораций вместо существовавшего запрета на такие пожертвования)[2].
  - Катастрофа военно-транспортного самолёта Ан-22 «Антей» ВВС России, произошедшая неподалёку от Твери, погибли 7 человек.
- 26 января — отправлен в отставку председатель Верховного Совета Республики Беларусь Станислав Шушкевич, который фактически был главой белорусского государства.
- 28 января — Председателем Верховного Совета Белоруссии избран Мечислав Гриб.
- 30 января
  - Установлены дипломатические отношения между Россией и Лихтенштейном[9][примечание 1].
  - Президентом Республики Крым во 2-м туре избран Юрий Мешков.
  - На президентском референдуме в Киргизии Аскар Акаев получил подтверждение своих полномочий (97,0 % «за», при явке 96,0 %)[10].
- 31 января
  - Установлены дипломатические отношения между Россией и Македонией[11].
  - Ламин Зеруаль стал президентом Алжира.
- Январь — Первая карабахская война: армией Азербайджана проведена Горадизская операция: в результате операции город Горадиз, а также прилегающие территории и ряд близлежащих сёл перешли под контроль Азербайджана.
- Январь—Февраль — Первая карабахская война: битва за Омарский перевал, в результате боёв Кельбаджарский район окончательно перешёл под контроль армии обороны НКР.

### Февраль
- 1 февраля
  - Финансовая пирамида «АО МММ» выпустила в обращение акции номиналом 1000 рублей в сертификатах от 1 до 100 акций и приступила к их двухсторонним котировкам[4].
  - Вступили в силу Шенгенские соглашения, подписанные странами ЕС и предусматривающие введение полной свободы перемещения граждан между государствами-участниками Европейского союза[12].
- 2 февраля — Рафаэль Кальдера снова стал президентом Венесуэлы (после первого срока в 1969—1974 годах).
- 3 февраля
  - Подписан Договор о дружбе, добрососедстве и сотрудничестве между Российской Федерацией и Грузией[12].
  - Верховная Рада Украины ратифицировала в полном объёме Договор о сокращении и ограничении стратегических наступательных вооружений (СНВ-1)[12].
  - Захват заложников в Суходольске
- 4 февраля — Ибрагим Бубакар Кейта стал премьер-министром Мали.
- 5 февраля
  - Боснийская война: по меньшей мере 68 человек погибли в ходе обстрела рыночной площади в Сараево[2].
  - Сиприен Нтарьямира стал президентом Бурунди.

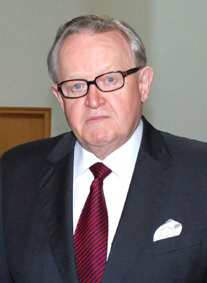
Мартти Ахтисаари

- 6 февраля — в Финляндии прошёл второй тур президентских выборов. Победу одержал Мартти Ахтисаари (53,9 %), Элизабет Рен набрала 46,1 %[6].
- 8 февраля — Украина подписала рамочный документ программы НАТО «Партнёрство во имя мира»[12].
- 9 февраля — 60-й старт (STS-60) по программе «Спейс Шаттл». 18-й полёт шаттла «Дискавери». Экипаж — Чарльз Болден, Кеннет Райтлер, Джен Дейвис, Роналд Сега, Франклин Чанг-Диаз, Сергей Крикалёв (Россия). Крикалёв стал первым российским космонавтом, совершившим полёт на американском космическом корабле.
- 12 февраля — Обрушение магазина “Marja” в Таллине.
- 12—27 февраля — в Лиллехаммере (Норвегия) состоялись XVII зимние Олимпийские игры.
- 14 февраля — Казахстан и США подписали Хартию о демократическом партнёрстве[13].

- 15 февраля

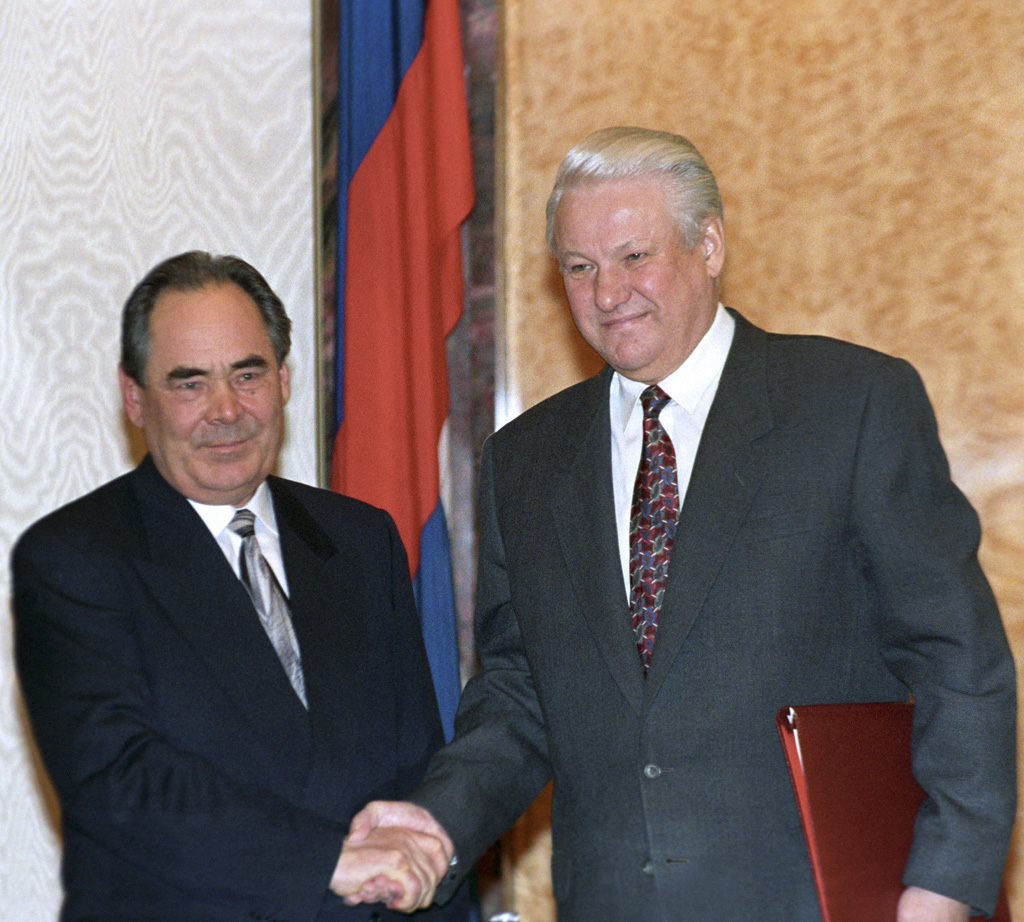
Президент Республики Татарстан Минтимер Шаймиев и Президент Российской Федерации Борис Николаевич Ельцин (слева направо) во время церемонии подписания договора о разграничении полномочий между органами государственной власти России и Татарстана. Москва, Кремль, 15 февраля 1994 года

  - Подписан Договор о разграничении предметов ведения и взаимном делегировании полномочий между Россией и Татарстаном[14].
  - Россия и Великобритания приняли решение о взаимном ненацеливании ядерных ракет (вступило в силу 30 мая 1994 г.)[4]
- 16 февраля — Греция ввела запрет на торговлю с Македонией[2].
- 17 февраля
  - Ливия расширила применение законов шариата в повседневной жизни[2].
  - Руководители МВД стран СНГ подписали «Соглашение о взаимодействии в борьбе с организованной преступностью»[12].
- 20 февраля
  - ОАЭ расширили применение законов шариата в повседневной жизни[2].
  - Угон школьного автобуса в Пешаваре (1994).
- 21 февраля — сотрудниками ФБР арестован Олдрич Эймс — высокопоставленный сотрудник ЦРУ, работавший на СССР и Россию с 1985 года[2].
- 23 февраля
  - Боснийская война: в Боснии и Герцеговине достигнуто соглашение о прекращении огня между боснийцами и хорватами[2].
  - Государственной думой принято постановления об амнистии за политические и экономические преступления (распространена на участников событий августа 1991 и сентября—октября 1993 гг.)[2][4].
- 24 февраля
  - Авиационная катастрофа в Нальчике: самолёт Ан-12БП компании «Пулковские авиалинии» разбился при заходе на посадку. 13 человек погибли[15].
  - В Глостере, Великобритания, местная полиция начала раскопки в доме Фреда Уэста, подозреваемого в многочисленных убийствах. 28 февраля он и его жена были арестованы.
- 25 февраля — Арабо-израильский конфликт: в Хевроне в результате стрельбы, устроенной израильским поселенцем, погибли более 50 палестинцев[2].
- 26 февраля
  - В России объявлено об амнистии всех политических заключённых, включая руководителей ГКЧП[2].
  - Арабо-израильский конфликт: израильское правительство отдало распоряжение о блокировании Западного берега реки Иордан и сектора Газа[2].
- 27 февраля
  - На основе всенародного голосования принята Конституция Республики Ингушетия. Так же прошли перевыборы президента республики. Избран безальтернативный кандидат, действующий президент Руслан Аушев — 94,2 % (явка 73,0 %)[16].
  - В Молдавии прошли парламентские выборы. Наибольшую популярность приобрела Аграрно-демократическая партия (АРП), за которую отдали голоса 43,18 % электората; она получила в парламенте 56 мест. Социалистический блок, союзник аграриев, получил 28 мест. Прорумынские партии набрали 17 % голосов.
- 28 февраля — Боснийская война: воздушный бой над Баня-Лукой между истребителями ВВС США и штурмовиками ВВС Республики Сербской. Единственный известный воздушный бой в ходе Боснийской войны, а также первый случай участия в боевых действиях в истории НАТО[17].

### Март
- 1 марта
  - Принято решение о вступлении в ЕС Швеции, Финляндии и Австрии[2].
  - В КНДР прибыла комиссия экспертов Международного агентства по атомной энергии[2].
  - Парламент Грузии ратифицировал документ о вступлении Грузии в СНГ[12].
  - ЮАР передал порт Уолфиш-Бей Намибии.
- 3 марта — Украина и США подписали договор о дружбе и сотрудничестве[12].
- 4 марта — 61-й старт (STS-62) по программе «Спейс Шаттл». 16-й полёт шаттла «Колумбия». Экипаж — Джон Каспер, Эндрю Аллен, Пьерр Туот, Чарлз Гемар, Марша Айвинс[18].
- 6 марта — в Молдове большинство граждан проголосовали на референдуме за сохранении суверенитета и территориальной целостности. У референдума не было законодательной силы, поэтому аналитики называли его социологическим опросом.
- 7 марта — в Казахстане прошли парламентские выборы. Победу одержала Партия народного единства, получившая 33 места в парламенте из 177[6].
- 13 марта — несколько сотен рыбаков унесло на оторвавшейся льдине в Куршском заливе. Погиб 51 рыбак, несколько десятков были спасены катерами и вертолётами[19].
- 14 марта — релиз Linux версии 1.0.0[12].
- 15 марта — принята конституция Республики Беларусь.
- 16 марта
  - принято решение о вступлении в ЕС Норвегии[2].
  - Йозеф Моравчик сформировал коалиционное правительство Словакии из членов недавно созданной партии Демократический Союз, а также с участием коммунистов, социалистов и христианских демократов.
- 17 марта — Первая карабахская война: над Нагорным Карабахом близ города Степанакерта армянскими вооружёнными силами сбит военно-транспортный самолёт C-130 военно-воздушных сил Ирана с семьями иранских дипломатов на борту. 32 человека погибли[20].

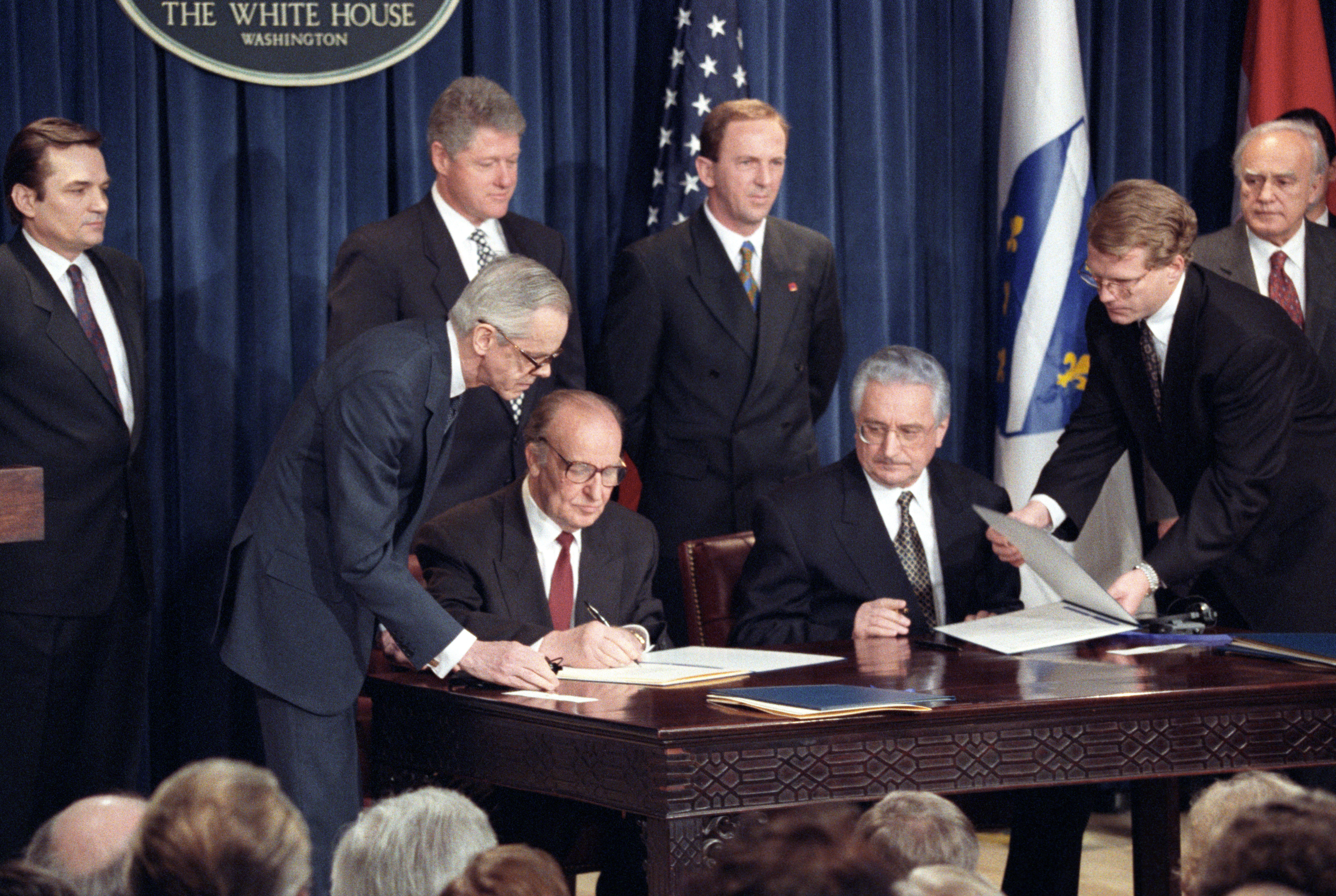
Боснийский президент Алия Изетбегович и президент Хорватии Франьо Туджман подписывают договор о создании Федерации Боснии и Герцеговины

- 18 марта — Боснийская война: Хорватская республика Герцег-Босна и Республика Босния и Герцеговина подписали Вашингтонское соглашение о создании Федерации Боснии и Герцеговины — федеративного государства боснийских мусульман и хорватов[2].
- 19 марта — теракт на станции бакинского метрополитена «20 января»: самодельная бомба взорвалась в вагоне поезда в тот момент, когда состав остановился на станции. В результате теракта погибли 14 человек, 49 были ранены[21].
- 20 марта — в Тунисе впервые прошли парламентские выборы по новому законодательству, которое обеспечивает участие в законодательных органах страны представителей оппозиции[2].
- 23 марта
  - в результате катастрофы самолёта Airbus A310 авиакомпании «Аэрофлот — Российские авиалинии» под Междуреченском в Кемеровской области погибли все 75 человек, находившиеся на борту.
  - Убит кандидат в президенты Мексики от правящей Институционно-революционной партии Л. Колосио во время его предвыборной поездки в бедные районы. Полиция задержала подозреваемого и объявила, что он действовал в одиночку, однако многие факты свидетельствовали о том, что он был связан по крайней мере ещё с шестью преступниками.
  - Над авиабазой ВВС США Поуп (Северная Каролина) произошло столкновение самолётов F-16 и Lockheed C-130 Hercules. C-130 смог совершить аварийную посадку, а F-16 потерял управление и упал на стоявший Lockheed C-141 Starlifter, в результате чего погибли 24 человека и 80 были ранены.
- 24 марта
  - После срыва переговоров с КНДР вооружённые силы Южной Кореи приведены в полную боевую готовность[2].
  - В Конгрессе США выдвинуты обвинения против президента Билла Клинтона и его супруги Хиллари в связи с вложением денег в фирму «Уайтуотер девелопмент корпорейшн»[2].
  - Гражданская война в Сомали: в Сомали подписано мирное соглашение между противоборствующими сторонами[2].
- 25 марта — Гражданская война в Сомали: вывод американских войск из Сомали[2].

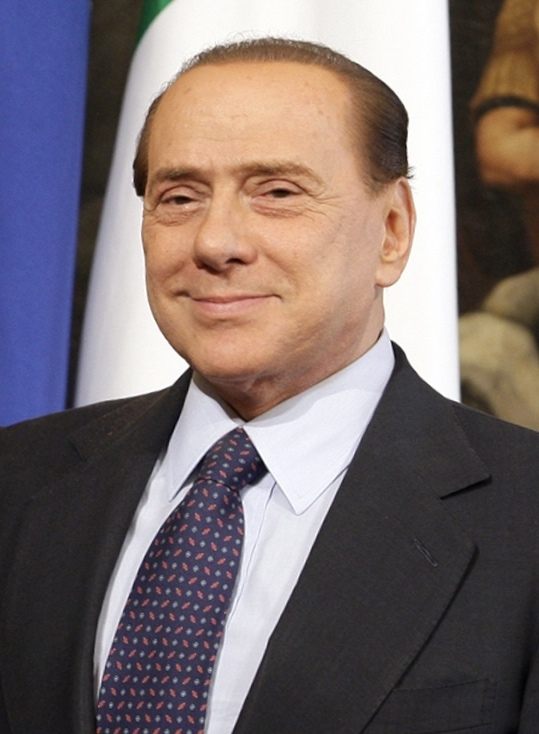
Сильвио Берлускони

- 26—27 марта — парламентские выборы в Италии. Победу одержал «Союз за свободу» во главе с Сильвио Берлускони[2].
- 27 марта
  - На Украине прошли парламентские выборы. Победу одержала Коммунистическая партия Украины, получившая 85 мест в Раде из 450 (13,6 %). При этом большинство мест в Верховной Раде получили беспартийные кандидаты (168). Одновременно прошли региональные референдумы в Донбассе, проведённые в форме «совещательного опроса» в Донецкой и Луганской областях[22] и в Крыму[23], одновременно с выборами в региональный парламент.
  - В Германии впервые поднялся в воздух созданный совместными усилиями Великобритании, Германии, Испании и Италии истребитель «Еврофайтер-2000»[12].
- 28 марта — в центре города Йоханнесбург более 20000 агрессивно настроенных сторонников Партии свободы Инката окружили офис Африканского национального конгресса (АНК). Охранники офиса открыли огонь, убив по некоторым данным от девятнадцати[24] до пятидесяти трёх человек[25]. Охрана офиса утверждала, что сторонники партии Инката штурмовали здание. Президент АНК Нельсон Мандела заявил, что им был отдан приказ защищать офис, даже если потребуется убивать людей[26].
- 31 марта
  - В ЮАР президент де Клерк ввёл чрезвычайное положение в Квазулунатале после того, как там прошли демонстрации протеста против выборов, организованные Партией свободы Инката[2].
  - Боснийская война: в Боснии и Герцеговине сербы обстреляли зоны безопасности в Сребренице[2].
  - В журнале «Nature» опубликован отчёт о раскопках в Эфиопии первого полного черепа Австралопитека афарского, важного для исследования эволюции человека.

### Апрель
- 4 апреля
  - В Москве при посредничестве ООН, России и СНГ подписано заявление о мерах по политическому урегулированию грузино-абхазского конфликта и соглашение о прекращении огня и возвращении беженцев[4].
  - Уго Мифсуд Бонничи стал президентом Мальты.
  - В амстердамском аэропорту Схипхол разбился самолёт Saab 340B компании KLM Cityhopper, погибли 3 человека.
- 5 апреля
  - Застрелился Курт Кобейн основатель гранж-рок группы Nirvana.
- 6 апреля — ракетой «земля—воздух» сбит самолёт, в котором находились президенты Бурунди и Руанды Сиприен Нтарьямира и Жювеналь Хабьяримана. Обломки самолёта упали на территории, которая находилась под контролем племени тутси, а президент Руанды принадлежал к племени хуту. Это вызвало острейший конфликт между двумя племенами. В столице Руанды Кигали вспыхнули массовые волнения, в ходе которых убиты сотни людей[2].
- 7 апреля
  - Зарегистрирован национальный домен верхнего уровня для России — .ru[27].
  - Вышел первый выпуск игры-викторины «Своя игра» на канале РТР.
  - Попытка захвата самолёта McDonnell Douglas DC-10-30F, совершавшего рейс FDX 705 по маршруту Мемфис—Сан-Хосе, пассажиром Оборном Кэллоуэйем.
  - Начало массовых погромов и геноцида тутси со стороны хуту в Руанде[28].

- 8 апреля

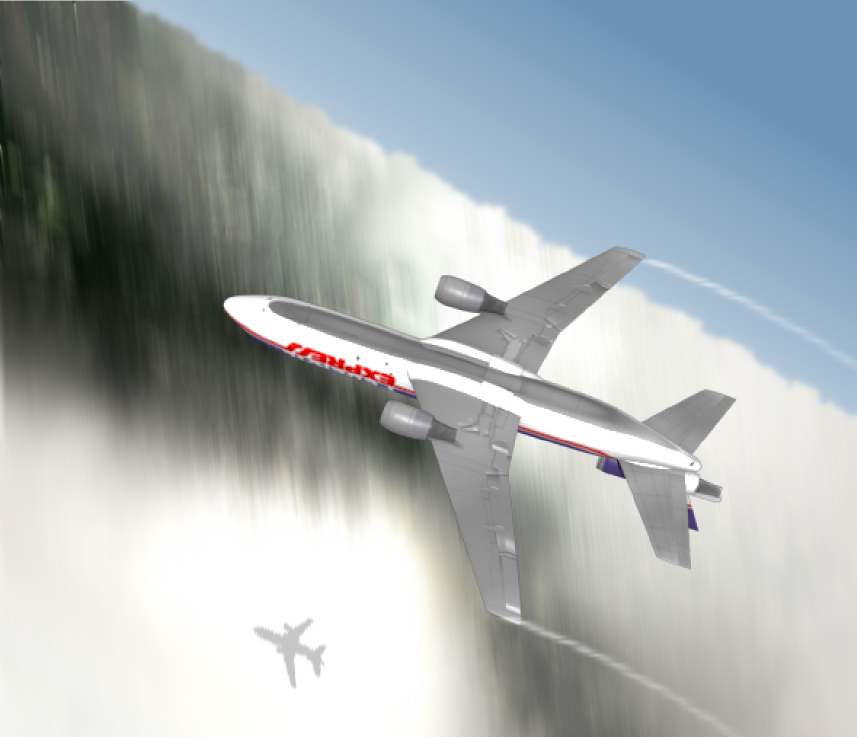
Компьютерная реконструкция инцидента с рейсом 705 FedEx

  - Премьер-министр Японии Морихиро Хосокава ушёл в отставку в связи с обвинениями в финансовых нарушениях[2].
  - Парламент Молдовы ратифицировал учредительные документы СНГ[29].
  - Обнаружено тело Курта Кобейна.
- 9 апреля
  - 62-й старт (STS-59) по программе Спейс Шаттл. 6-й полёт шаттла «Индевор». Экипаж — Сидни Гутьеррес, Кевин Чилтон, Джером Эпт, Майкл Клиффорд, Линда Годвин, Томас Джоунс. Основная цель экспедиции — изучение крупномасштабных процессов в природе и изменений климата. Для выполнения целей миссии на шаттле была смонтирована «Космическая радарная лаборатория» SRL-1 (Space Radar Laboratory). Посадка — 20 апреля[30].
  - в ходе геноцида в Руанде произошло массовое убийство в психиатрической клинике в Кигали боевиками ополчения интерахамве нескольких сотен людей из народности тутси.
- 10 апреля
  - Боснийская война: руководство НАТО отдало распоряжение о нанесении бомбового удара по частям сербских войск близ Горадже[2].
  - В ЮАР партия свободы Инката заявила о своём согласии принять участие в парламентских выборах вместе с представителями всех рас[2].
- 11 апреля
  - В столице Руанды Кигали в Школе технических служащих «Дон Боско» погибло большое количество мирных жителей из числа тутси.
  - Мокдад Сифи занял должность премьер-министра Алжира.
- 12 апреля — в Москве состоялась акция протеста студентов (около 3 тысяч человек), организованная различными леворадикальными активистами. Требования: повышение стипендий и своевременная их выплата[31].
- 13 апреля — на станции Дагестанские Огни близ Дербента произошёл взрыв в первом вагоне пассажирского поезда № 192 Москва-Баку. Один вагон сгорел полностью. От взрыва погибли 6 человек, трое были ранены[32].
- 14 апреля
  - Бывший король Константин II лишён греческого гражданства[2].
  - Истребители США сбили на юге Ирака два собственных вертолёта, приняв их за иракские. Погибли 26 человек[33].

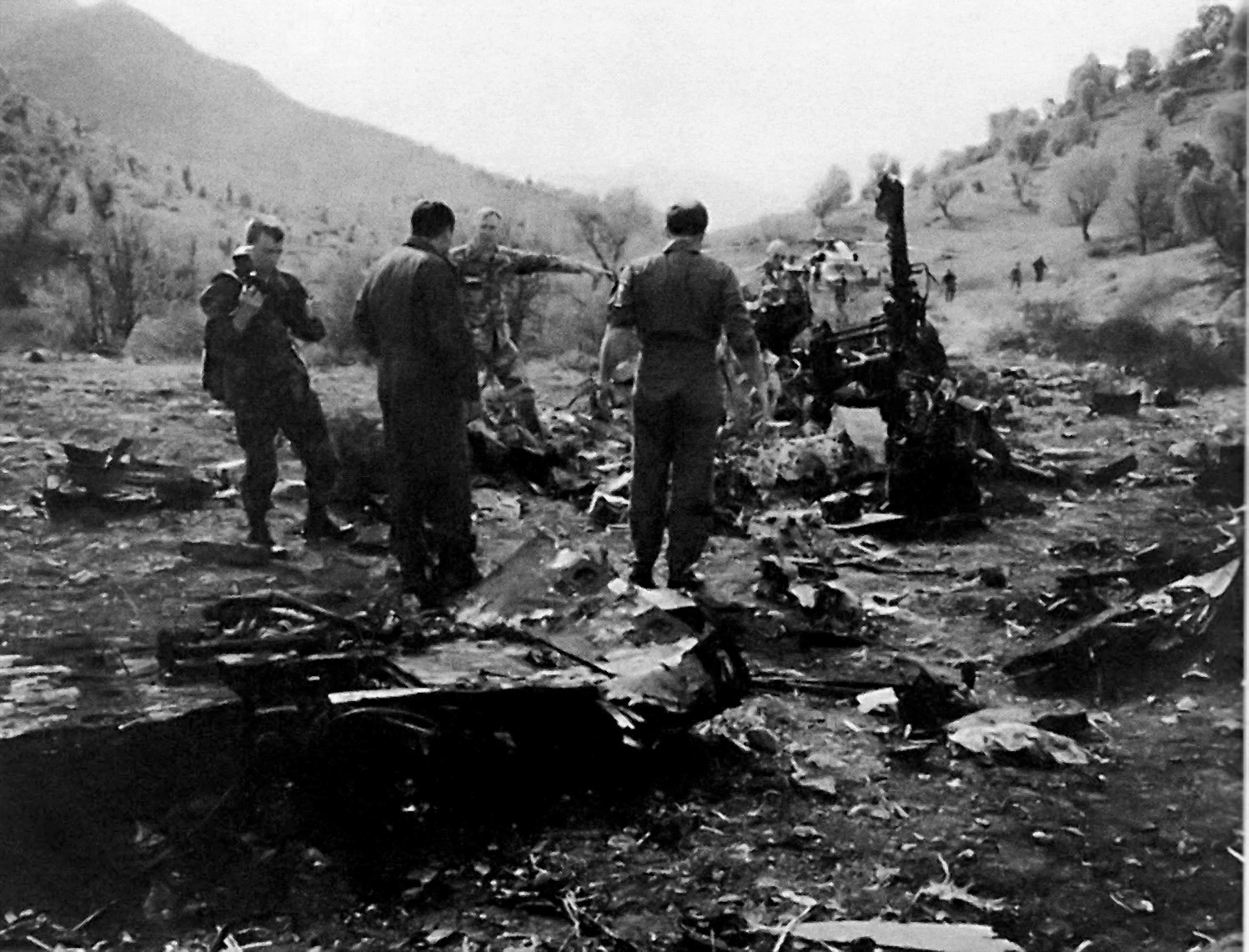
Американские военные осматривают обломки сбитых вертолётов UH-60 Black Hawk

- 17 апреля — в Карелии прошли выборы Председателя Правительства Республики. Избран единственный кандидат Виктор Степанов — 68,6 % (явка — 41,8 %)[16].
- 20 апреля
  - Гражданская война в Анголе: правительство Анголы и руководство движения УНИТА достигли договорённости о принципах проведения будущих парламентских выборов[2].
  - Вступил в силу Договор о коллективной безопасности государств СНГ, подписанный в 1992 году в Ташкенте главами Армении, Казахстана, Киргизии, России, Таджикистана и Узбекистана.
- 22 апреля — в пригороде города Гонаив (Гаити) совершенно массовое убийство гаитянскими военными, полицейскими и ультраправыми боевиками Frappe сторонников Жана-Бертрана Аристида.
- 23—27 апреля — в ЮАР представители правых группировок белых граждан провели ряд террористических актов, пытаясь сорвать выборы[2].
- 26 апреля
  - Катастрофа A300 в Нагое: пассажирский самолёт Airbus A300B4-622R врезался в землю возле взлётно-посадочной полосы и полностью разрушился. Погибли 264 человека[34].
  - В Химках убит депутат Государственной Думы России Андрей Айздердзис.
- 26—29 апреля — в ЮАР прошли первые в истории страны парламентские выборы, в которых участвовали представители всех рас. Победу одержал Африканский национальный конгресс[2].
- 27 апреля — Гражданская война в Йемене (1994): первое вооружённое столкновение между силами правительства Йемена и сторонниками Йеменской социалистической партии. Начало гражданской войны в Йемене (продолжалась до июля).
- 28 апреля
  - Начало подписания представителями политических и общественных сил РФ «Договора об общественном согласии»[2][4].
  - Морихиро Хосокава ушёл в отставку с поста премьер-министра Японии, новым премьер-министром стал Цутому Хата.
- 29 апреля
  - На линии «Likoni Ferry[англ.]» перевернулся и затонул перегруженный паром «Mtongwe One» (Кения); погибли 272 человека[35].
  - Ли Ён Док стал премьер-министром Южной Кореи.
  - Прекратила существование компания Commodore.

### Май
- Май — начало гражданской войны в Иракском Курдистане.
- 1 мая — во время гран-при Сан-Марино на автодроме в Имоле разбился и погиб гонщик, трёхкратный чемпион мира по автогонкам в классе машин Формула 1 бразилец Айртон Сенна.
- 3 мая — на парламентских выборах в Нидерландах правительственная коалиция из членов ХДС и социал-демократов потеряла абсолютное большинство[36].
- 4 мая
  - Депутаты Европейского парламента проголосовали за полноправное членство Финляндии, Норвегии, Австрии и Швеции в Европейском союзе с 1 января 1995 года[12].
  - Израиль и ООП подписали соглашение об автономии для палестинцев в израильских оккупированных областях[37].
- 5 мая
  - Первая карабахская война: парламентские структуры Армении, Карабаха и Азербайджана подписали Бишкекский протокол, призывающий к перемирию.
  - Зарегистрирован национальный домен верхнего уровня для Белоруссии — .by[38].
- 6 мая — королева Великобритании Елизавета II и президент Франции Франсуа Миттеран торжественно открыли тоннель между Францией и Великобританией под проливом Ла-Манш[12].
- 8 мая — В Республике Коми прошли выборы Главы Республики. Победу одержал Юрий Спиридонов — 49,2 % (явка 36,9 %)[16].
- 8—29 мая — в Венгрии прошли парламентские выборы. Победу одержала Социалистическая партия[2].
- 9 мая
  - Первая карабахская война: При поддержке международных миротворческих сил в Нагорном Карабахе достигнуто соглашение о прекращении огня, Нагорно-Карабахская Республика фактически отстояла свою независимость[2].
  - Указом президента России учреждены орден Жукова и медаль Жукова.

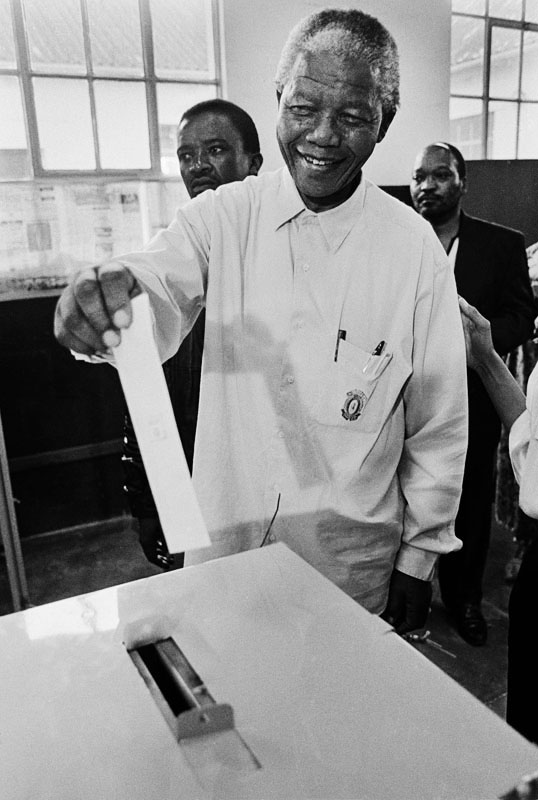
Мандела голосует на выборах.

- 10 мая — Нельсон Мандела вступил в должность президента ЮАР (до 14 июня 1999 года)[2].
- 11 мая — в ЮАР сформировано новое правительство, в состав которого вошли представители всех четырёх расовых групп, на которые было разделено общество во времена апартеида[2].
- 12 мая
  - Скончался руководитель Лейбористской партии Великобритании Джон Смит[2].
  - Завершение Первой карабахской войны[39].
- 13 мая — Арабо-израильский конфликт: Израиль вывел свои войска из района Иерихона на оккупированном Западном берегу реки Иордан[2].
- 14 мая — Грузино-абхазский конфликт: правительство Грузии и формирования непризнанной Республики Абхазия пришли к соглашению о прекращении огня[2].
- 17 мая — в Малави проведены многопартийные выборы, на которых победил Бакили Мулузи, кандидат «Объединённого демократического фронта».
- 18 мая
  - Арабо-израильский конфликт: Израиль вывел свои войска из сектора Газа[2].
  - В Махачкале во дворе линейного УВД произошёл взрыв бомбы. Жертв нет[40].
- 24 мая
  - Во время церемонии «побивания дьявола камнями» в Мекке в возникшей давке погибли 270 человек[41].
  - Бакили Мулузи стал президентом Малави.
- 25 мая — Абдуллатиф Филали стал премьер-министром Марокко.
- 26 мая
  - бандгруппой захвачен рейсовый автобус Владикавказ — Ставрополь с 33 пассажирами; все они были освобождены в ходе штурма автобуса. Пострадавших нет[2].
  - Президент США Клинтон возвращает Китаю статус «нации наибольшего благоприятствования», несмотря на недавнее решительное заявление о том, что восстановление прежних торговых отношений возможно только после улучшения в Китае положения в области прав человека[2].

- 27 мая

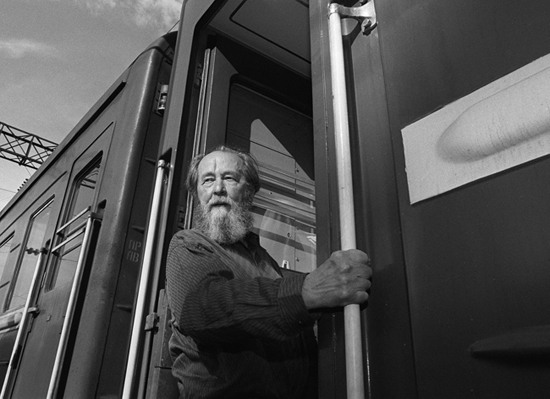
Александр Солженицын выходит из поезда, во Владивостоке, летом 1994 года, перед отъездом в путешествие по России.

  - Основана российская рок-группа «Сплин».
  - В Россию из США вернулся А. И. Солженицын[4].
- 29 мая — в Колумбии прошёл первый тур президентских выборов. Во второй тур вышли Эрнесто Сампер Писано (45,3 %) и Андрес Пастрана Аранго (45,0 %).

### Июнь
- 1 июня — ЮАР возобновила своё членство в Содружестве[2].
- 2 июня — в Шотландии потерпел крушение вертолёт Boeing CH-47 Chinook, погибли 29 человек. Крупнейшая авиакатастрофа мирного времени в истории Королевских ВВС.
- 2 июня—21 августа — операция «Тигр 94». Пятый корпус Армии Боснии и Герцеговины под командованием Атифа Дудаковича ввёл в заблуждение вооружённые силы непризнанной Автономной области Западная Босния и нанёс им мощное поражение.
- 3—12 июня — в Португалии прошёл чемпионат Европы по гандболу среди мужчин. Победу одержала сборная Швеции, обыгравшая в финале сборную России. Третье место заняла сборная Хорватии.
- 6 июня
  - Начало вещания ТВ-3 (в Санкт-Петербурге).
  - Около города Сиань произошла катастрофа самолёта Ту-154М компании «China Northwest Airlines», в результате которой погибли 160 человек. Это крупнейшая авиакатастрофа в истории КНР[42].
- 8 июня — Боснийская война: между лидерами боснийских сербов и Боснийской Федерацией подписано соглашение о прекращении огня (в дальнейшем неоднократно нарушалось)[2].
- 9 июня — президент Казахстана Нурсултан Назарбаев объявил о переносе столицы из Алма-Аты в Акмолу[43].
- 10 июня — в Ирландии прошли выборы в Европейский парламент. Победу одержала партия Фианна Файл[44].
- 12—14 июня — в Балтиморе (штат Мэриленд) видные деятели негритянской общины организовали встречу на высшем уровне руководителей различных движений чернокожих американцев, чтобы рассмотреть и устранить имеющиеся противоречия[2].
- 12 июня
  - Борис Ельцин своим указом придал 12 июня государственное значение — День принятия декларации о государственном суверенитете России[43].
  - В Люксембурге прошли парламентские выборы. Победу одержала Христианско-социальная народная партия, получившая 21 место в парламенте из 60.
  - Австрия референдумом приняла решение о вступлении в Европейский союз[43][45].
- 13 июня — КНДР заявила о выходе из МАГАТЭ[46].
- 14 июня
  - ООН завершила выполнение программы по уничтожению запасов химического оружия в Ираке[2].
  - Впервые после национализации банков в 1979 году в Иране начали открываться частные банки[43].
- 15 июня — бывший президент США Джимми Картер прибыл в Пхеньян с целью способствовать разрешению кризиса, связанного с инспекцией предприятий атомной промышленности КНДР представителями МАГАТЭ[2].
- 16 июня
  - Швеция приняла решение о строительстве моста и туннеля в Данию[43].
  - Виталий Масол утверждён Верховной Радой на пост премьер-министра Украины.
- 17 июня—17 июля — в США прошёл 15-й чемпионат мира по футболу. Победу одержала сборная Бразилии, в финале обыгравшая сборную Италии. Третье место заняла сборная Швеции.
- 19 июня — в Колумбии прошёл второй тур президентских выборов. Победу одержал Эрнесто Сампер Писано (51.1 %). Второе место занял Андрес Пастрана Аранго (48.9 %).
- 21 июня — в Латвии согласно закону о гражданстве, предусмотрена обязательная сдача экзамена по латышскому языку для получения латвийского гражданства. Также введён запрет на предоставление гражданства бывшим военнослужащим[2].
- 22 июня — Россия присоединилась к программе НАТО «Партнёрство во имя мира»[2][4].
- 23 июня
  - Для защиты беженцев и обеспечения возможности оказания гуманитарной помощи Франция направила в Руанду свои войска[2].
  - После длительных акций протеста эквадорские власти отменили принятый ранее «Закон о землеустройстве»[2].
  - Состоялся первый тур выборов президента Белоруссии. Во второй тур вышли депутат ВС Белоруссии Александр Лукашенко (44,82 %) и премьер-министр Белоруссии Вячеслав Кебич (17,33 %).
  - В Москве официально открыто Бюро ЮНЕСКО[43].

- 24 июня

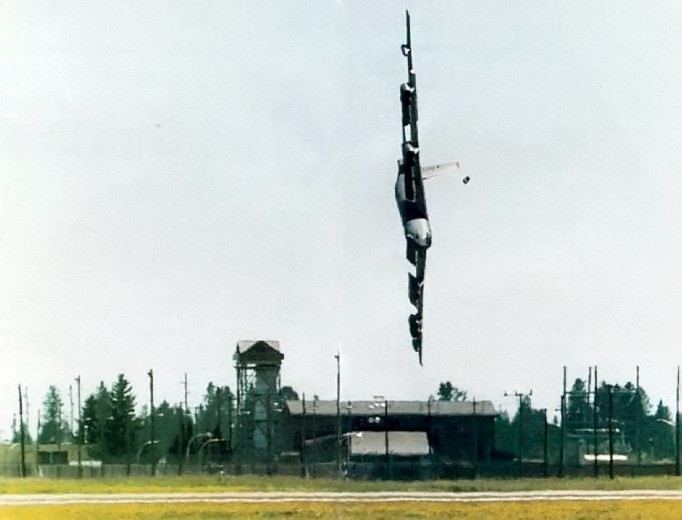
Бомбардировщик B-52 перед катастрофой

  - На авиабазе Фэйрчайлд во время тренировочного полёта разбился стратегический бомбардировщик Боинг B-52 «Стратофортресс». В результате катастрофы погибли 4 пилота ВВС США.
  - Подписано соглашение о партнёрстве и сотрудничестве между ЕС и Россией[47].
- 24—25 июня — прошла встреча глав стран-членов ЕС. Британский премьер-министр Джон Мейджор использовал своё право вето против назначения премьер-министра Бельгии Жана-Люка Дехане президентом Европейской комиссии[2].
- 26 июня — состоялся первый тур досрочных президентских выборов на Украине. Во второй тур вышли Леонид Кравчук (38,36 %) и Леонид Кучма (31,17 %).
- 27 июня — секта «Аум синрикё» осуществила первое в мире применение химического оружия при террористической атаке против населения, когда члены секты выпустили зарин в центральном японском городе Мацумото. Этот инцидент в Мацумото убил 7 человек и нанёс ущерб более 200 гражданам.
- 28 июня — в Гудермесе трое террористов захватили рейсовый автобус с 40 пассажирами. Все заложники были освобождены, никто не пострадал[2].

- 30 июня

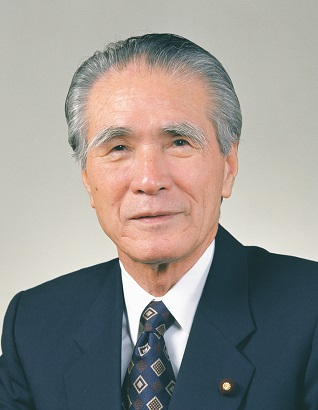
Томиити Мураяма

  - Томиити Мураяма вступил в должность премьер-министра Японии (до 11 января 1996 г.)[2].
  - В Бурятии прошёл второй тур выборов президента республики (первый тур состоялся 16 июня). Победу одержал Леонид Потапов — 71,7 % (явка 50,8 %)[16].
  - В России завершена чековая приватизация. 1 июля начался «денежный» этап приватизации[4][48].
  - В Тулузе во время испытательного полёта разбился самолёт Airbus A330-300, погибли 7 человек. Первая катастрофа с участием самолётов данного типа.
- Июнь
  - правительство КНР объявило, что Законодательный совет Гонконга прекратит свою деятельность после того, как Гонконг перейдёт под юрисдикцию КНР в 1997 г[2].
  - Начало серии восстаний в Бахрейне.

### Июль
- 1 июля
  - С космодрома Байконур осуществлён запуск российского пилотируемого космического корабля Союз ТМ-19. Экипаж старта — Ю. И. Маленченко, Т. А. Мусабаев[49].
  - Председатель ООП Ясир Арафат прибыл в Газу, впервые за последние 25 лет посетив Палестину (5 июля он прибыл в Иерихон)[2].
  - В Бразилии национальная валюта крузейро реал заменена реалом.
  - В России ликвидирована система лечебно-трудовых профилакториев. Первый экспериментальный ЛТП был открыт в 1964 году в Москве при министерстве внутренних дел[43].
  - В Казахстане после нескольких лет запретов зарегистрирована первая организация казаков[43].
  - В Узбекистане временная национальная валюта Сум-купон заменена сумом.
  - Авиационная катастрофа в аэропорту Тиджикжа: самолёт Fokker F28-6000 Fellowship разбился во время захода на посадку в Тиджикже. 80 человек погибли. Крупнейшая авиационная катастрофа в истории Мавритании[50][51].
- 2 июля — Пассажирский самолёт McDonnell Douglas DC-9-31 авиакомпании USAir, завершая пассажирский рейс из Колумбии (штат Южная Каролина), в условиях близкой грозы заходил на посадку, когда экипаж принял решение уходить на второй круг. Но авиалайнер вдруг потерял высоту, после чего на границе аэропорта Шарлотт/Дуглас врезался в деревья и разрушился, в результате чего погибли 37 пассажиров.

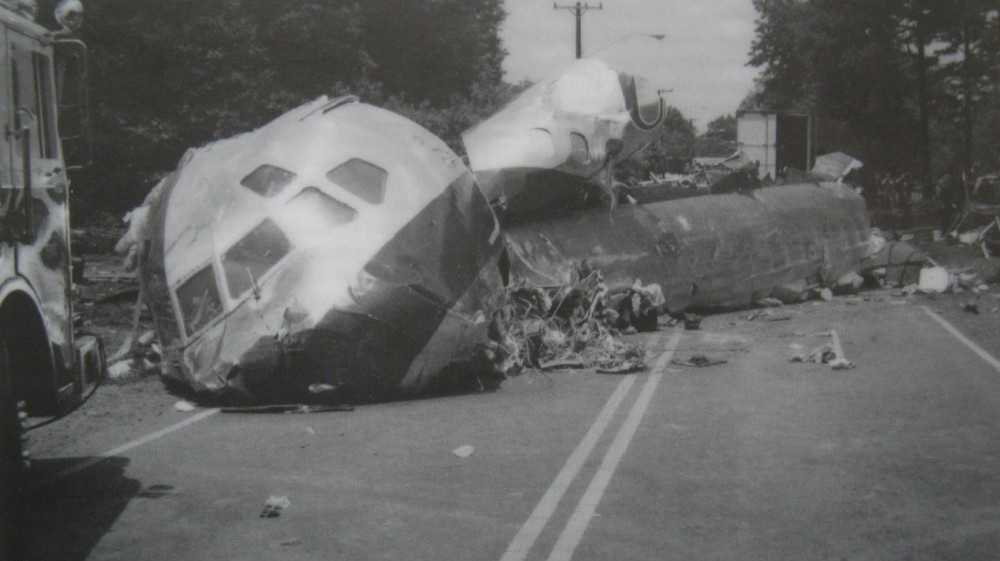
Авиакатастрофа в Шарлотте

- 3 июля — теракт в бакинском метрополитене: в вагоне электропоезда, выехавшего со станции «28 мая», взорвалось бомба в тот момент, когда состав находился в пятистах метрах от станции «Гянджлик». В результате теракта погибли 13 человек, 58 пассажиров были ранены[52].
- 4 июля — Руандийский Патриотический Фронт берёт под контроль столицу Руанды — Кигали.
- 5 июля — в КНР одобрен «Закон о труде». Установлены минимальный размер заработной платы и восьмичасовой рабочий день, запрещено использование детского труда[2].
- 7 июля — началось подключение первых абонентов МТС (Мобильные ТелеСистемы)[4][53].
- 8 июля
  - 63-й старт (STS-65) по программе «Спейс Шаттл». 17-й полёт шаттла «Колумбия». Экипаж — Роберт Кабана, Джеймс Холселл, Ричард Хиб, Карл Уолз, Лерой Чиао, Доналд Томас, Тиаки Мукаи (Найто) (Япония)[54].
  - Скончался Ким Ир Сен, основатель КНДР и его фактический руководитель в 1948—1994 гг. 12 июля его преемником стал его сын Ким Чен Ир, в связи с этим упразднена должность Президента КНДР и учреждена должность Великого руководителя КНДР.
- 8—9 июля — в Неаполе впервые во встрече семёрки ведущих индустриальных стран на высшем уровне полноправное участие в обсуждении политических вопросов принял президент России Б. Ельцин[55][56].
- 9 июля — приземление корабля Союз ТМ-18. Экипаж посадки — В. М. Афанасьев, Ю. В. Усачёв.
- 10 июля
  - Состоялся второй тур выборов президента Белоруссии. Победу одержал Александр Лукашенко (80,1 % голосов), Вячеслав Кебич набрал 14,1 %.
  - Состоялся второй тур досрочных президентских выборов на Украине. Победу одержал Леонид Кучма (52,15 %), Леонид Кравчук набрал 45,06 %.
  - Леонид Косаковский избран городским головой Киева.
- 12 июля — федеральный конституционный суд Германии одобрил принцип, согласно которому германские войска при проведении коллективных операций могут размещаться за пределами НАТО[2].
- 14 июля — США и Ангола установили дипломатические отношение[57][примечание 2].
- 15 июля
  - премьер-министр Люксембурга Жак Сантер избран президентом Европейской комиссии (вступил в должность 24 января 1995 года)[2].
  - Дьюла Хорн стал премьер-министром Венгрии в коалиционном правительстве социалистов и Альянса свободных демократов.
- 16—22 июля — падение на Юпитер кометы Шумейкеров-Леви 9 — первое зафиксированное астрономами столкновение двух небесных тел Солнечной системы[2].
- 18 июля
  - Пастёр Бизимунгу — этнический хуту — вступил в должность президента Руанды (до 23 марта 2000 года)[2].
  - В Буэнос-Айресе в здании Аргентинского еврейского культурного центра была взорвана бомба, приведённая в действие террористом-смертником. В результате взрыва погибли 89 человек, более 200 получили ранения[58].
  - Капитуляция оставшихся районов на северо-западе Руанды перед РПФ, прекращение геноцида.

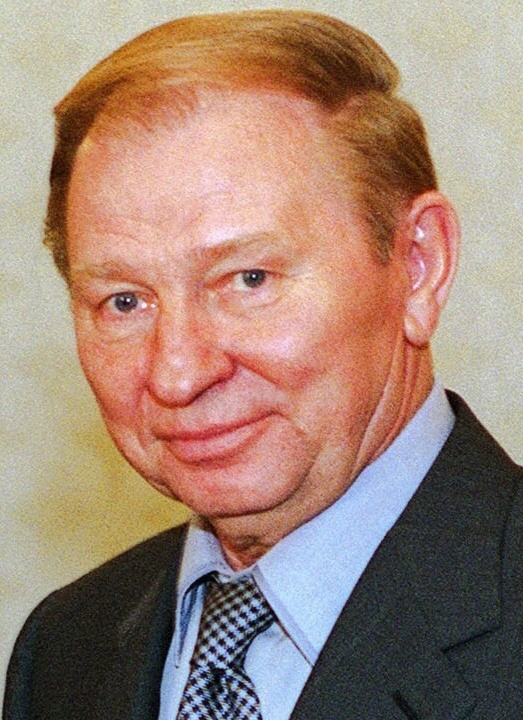
Леонид Кучма

- 19 июля — Леонид Кучма вступил в должность президента Украины (до 23 января 2005 года).

- 20 июля

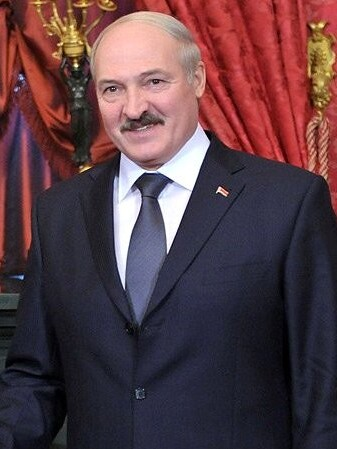
Александр Лукашенко

  - Состоялась инаугурация президента Белоруссии Александра Лукашенко.
  - Начался серийный выпуск малотоннажного грузовика ГАЗ-3302 («Газель»).
  - На базе Гуманитарной Академии ВС РФ и Военной академии экономики, финансов и права ВС РФ создан Военный университет Вооружённых Сил Российской Федерации.
- 21 июля
  - Принят федеральный конституционный закон № 1-ФКЗ «О Конституционном Суде Российской Федерации»[48][59].
  - Лидером Лейбористской партии избран Тони Блэр[2].
  - Михаил Чигирь назначен на пост премьер-министра Белоруссии[60].
- 22 июля — пассажирский поезд Хабаровск — Москва сошёл с рельсов в результате подрыва полотна в Читинской области. 20 человек ранены[32].
- 23 июля — В результате государственного переворота в Гамбии свергнут президент страны Дауда Кайраба Джавара[2].
- 23 июля—7 августа — в Санкт-Петербурге прошли игры Доброй воли.
- 25 июля — Арабо-израильский конфликт: в Вашингтоне король Иордании Хусейн и премьер-министр Израиля Ицхак Рабин подписали совместную декларацию о прекращении огня[2].
- 26 июля
  - Яйя Джамме занял пост Председателя Временного Правящего Совета Гамбии (до 18 октября 1996 г.) и обещает провести в стране парламентские выборы[2].
  - Бомба, спрятанная в багажнике автомобиля, взорвана у израильского посольства в Лондоне. Ранены 20 человек.
  - В Восточном Калимантане (Индонезия) разбился самолёт «Сикорский-58ET» компании «Airfast Services». Все 18 человек на борту погибли[43].
  - Бомбардировка курдов турецкими ВВС в Ираке, 70 убитых[33].
- 27 июля — парламент Индии запретил в стране тесты по определению пола будущего ребёнка в связи с большим количеством абортов в случаях, когда тесты определяли, что родятся девочки[43].
- 28 июля — четверо террористов захватили автобус Пятигорск — Ставрополь — Красногвардейское с 41 пассажиром. Двое заложников убиты, трое умерли в больнице[2].
- 29 июля
  - Принята Конституция Молдавии.
  - Убийство Меган Канки.
  - Захват в аэропорту Минеральных Вод группой чеченских террористов вертолёта с заложниками. В ходе проведённой операции по освобождению заложников пострадали 19 человек, четверо из которых погибли. Все террористы захвачены живыми[2].
  - В Пенсаколе (штат Флорида) врач и его спутник застрелены участником движения, протестующего против легализации абортов[2].
- 31 июля — Совет Безопасности ООН отдал распоряжение принять «все необходимые меры» для ликвидации военного режима на Гаити[2].

### Август
- 1 августа — в результате двух взрывов бомб возле жилого дома в Новгороде ранен 1 человек.
- 3 августа — в Нигерии прошла всеобщая забастовка в поддержку Машуда Абиолы, предполагаемого победителя на президентских выборах 1993 года, результаты которых были аннулированы (акции протеста продолжались до 4 сентября)[2].
- 4 августа
  - Крах финансовой пирамиды МММ[61].
  - Авиационная катастрофа близ Бады: самолёт Ан-12 ВВС России разбился при заходе на посадку в окрестностях посёлка Бада (Читинская область). 47 человек погибли[62].
- 5 августа — на Кубе произошли первые после подавления Восстания Эскамбрай открытые выступления кубинцев против правящего режима Кастро[63][64].
- 7 августа — в Башкирии из-за прорыва Тирлянского водохранилища погибли 29 человек, 786 человек остались без крова[65][66].
- 10 августа — на съезде чеченского народа в Грозном Джохар Дудаев призвал к сплочению перед угрозой «российской агрессии». Съезд «разрешил» Дудаеву «применять любые силовые меры с привлечением любых сил в любом регионе Чеченской Республики» и «дал ему право» объявить газават в случае «дальнейшего осложнения ситуации и призвать к газавату мусульман всего мира». Лидеры оппозиции заочно были приговорены к расстрелу, в Надтеречном районе вводится режим чрезвычайного положения[2][67]. 11 августа президент России Борис Ельцин заявил, что «силовое вмешательство в Чечне недопустимо», поскольку в этом случае «поднимется Кавказ и будет столько заварухи и крови, что никто нам потом не простит»[68].
- 11 августа
  - Фидель Кастро отменил все ограничения для граждан, желающих покинуть страну (к концу августа Кубу покинули 20 тысяч граждан)[2].
  - В Белгородской области произошло крушение электропоезда, погибло 20 человек, более 50 получили травмы различной тяжести[69].
- 13 августа — в Браззавиле (Республика Конго) по меньшей мере 150 человек погибли, в основном дети, из-за возникшей паники во время евангелистской проповеди[41].
- 15 августа — во Францию доставлен Ильич Рамирес Санчес, известный под именем «Карлос Шакал». Самый известный в мире на тот момент террорист днём раньше был захвачен спецслужбами в Судане.
- 16 августа — в Шри-Ланке прошли парламентские выборы. Победу одержал оппозиционный «Народный альянс» левых партий во главе с Чандрикой Кумаратунгой[2].
- 19 августаЧандрика Кумаратунга

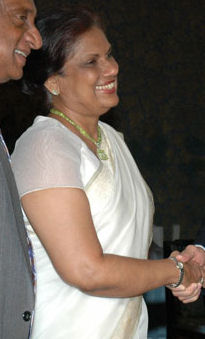
Чандрика Кумаратунга

  - Президент США У. Клинтон отменил автоматическое предоставление статуса беженца всем лицам, прибывающим с Кубы[2].
  - Чандрика Кумаратунга вступила в должность премьер-министра Шри-Ланки (до 14 ноября 1994 года).
- 20 августа
  - В реке Мегхна, близ города Динар (Бангладеш), затонул, попав в водоворот, перегруженный паром; жертвами разыгравшейся трагедии стали более 200 человек[70].
  - Деноминация белорусского рубля.

- 21 августа

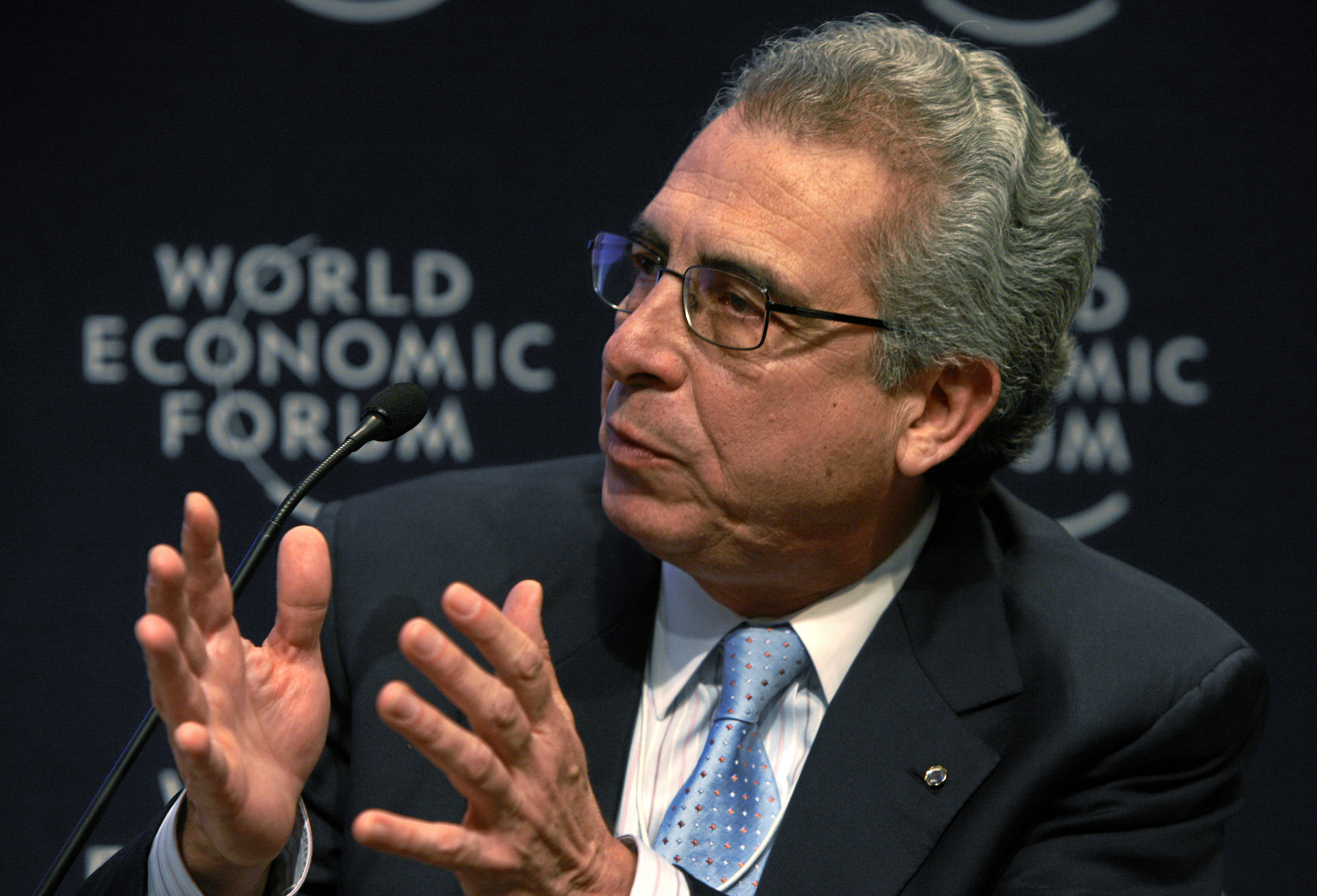
Эрнесто Седильо

  - Боснийская война: боснийские правительственные войска подавили выступление мусульман в Бихаче[2].
  - В Мексике прошли президентские выборы. Победу одержал Эрнесто Седильо (48,69 %) (вступил в должность 1 декабря 1994 года).
  - Катастрофа ATR 42 под Агадиром
- 22 августа — Вим Кок назначен премьер-министром Нидерландов.
- 24 августа — сыграв накануне последнюю игру сезона, Главная бейсбольная лига вышла на забастовку с требованием повышения зарплат; игры мировой серии не состоялись впервые с 1904 года.
- 25 августа — крах финансового концерна «Тибет».
- 26 августа — зарегистрирован национальный домен верхнего уровня для Армении — .am[71].
- 27 августа — в Литве прошёл референдум об изменении приватизационных сделок, носивших непрозрачный характер, а также предусматривавший использование доходов от приватизации для индексации сберегательных вкладов граждан Литвы, имевшихся на момент начала экономических реформ. Также был вынесен вопрос о требовании к России возместить ущерб от советской оккупации. Несмотря на то, что положительный ответ на каждый из вопросов дали около 89 % участников голосования, низкая явка избирателей не позволила принять предложенный закон[72][73][74][75].
- 28 августа — после 290 лет использования в России изъяты из обращения копейки.
- 30 августа
  - Завершён вывод российских войск из Латвии и Эстонии[2].
  - В результате взрыва во дворе жилого дома в Екатеринбурге ранены 2 человека.
- 31 августа
  - Ирландская республиканская армия объявила о полном прекращении насильственных действий[2].
  - Завершён вывод российских войск из Германии[2][4].

### Сентябрь
- 2—6 сентября — официальный визит в Россию Председателя КНР Цзян Цзэминя. В ходе визита подписаны совместная российско-китайская декларация, совместное заявление Президента РФ и Председателя КНР, предусматривающее не нацеливание стратегических ядерных ракет и неприменение первыми ядерного оружия, соглашение о российско-китайской государственной границе в её западной части[4][76].
- 4 сентября — открыт Международный аэропорт Кансай, построенный на искусственном острове.
- 5—13 сентября — в Каире прошла третья Всемирная конференция ООН по проблемам народонаселения.
- 6 сентября — в ходе парламентских выборов на Барбадосе победу с большим перевесом одерживает Лейбористская партия во главе с Оуэном Артуром, который и формирует правительство (до 16 января 2008 года)[2].
- 8 сентября
  - Катастрофа рейса 427 USAir: самолёт Boeing 737-3B7 авиакомпании «USAir» разбился под Питтсбургом. Погибли все 132 человека, находившиеся на борту[77].
  - С территории Польши уходят последние российские войска. Все иностранные армейские части официально покидают Берлин[2].
- 9 сентября
  - 64-й старт (STS-64) по программе Спейс Шаттл. 19-й полёт шаттла «Дискавери». Экипаж — Ричард Ричардс, Блейн Хэммонд, Джерри Линенджер, Сьюзан Хелмс, Карл Мид, Марк Ли[78].
  - В окрестностях Егорьевска произошло столкновение самолётов Ту-134АК и Ту-22М3. В результате столкновения авиалайнер Ту-134АК получил критические повреждения и упал, погибли все 8 человек на его борту[79][80].
- 12 сентября — Квебекская партия получает абсолютное большинство на местных выборах в Квебеке, Канада[2].
- 13 сентября — в Москве на 2-й Тверской-Ямской улице взорван автомобиль лидера Ореховской ОПГ Сергея Тимофеева по кличке «Сильвестр», который погиб[81].
- 15 сентября — сейм утвердил составленное Марисом Гайлисом правительство Латвии.
- 18 сентября — в результате посредничества бывшего президента США Дж. Картера военный руководитель Гаити генерал Рауль Седра подписал соглашение об отставке после принятия парламентом закона об амнистии не позднее 15 октября 1994 года[82].

- 19 сентября

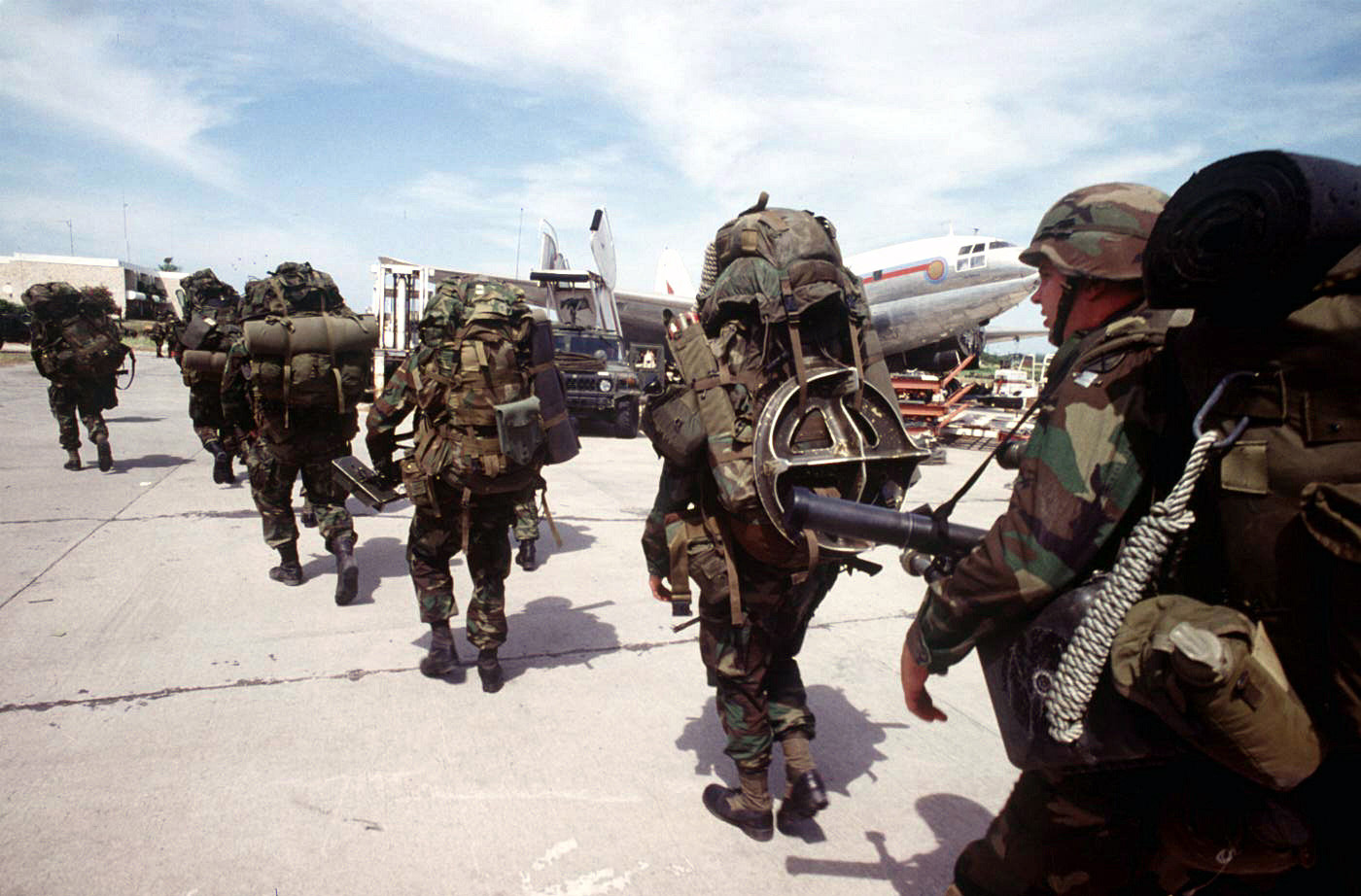
Прибытие американской пехоты в Международный аэропорт имени Туссен-Лувертюра. Сентябрь 1994 года

  - Начало операции «Поддержка демократии»: вторжение войск США на Гаити с целью возвращения в эту страну законного президента Аристида, свергнутого военной хунтой. Не встречая никакого сопротивления, американские войска занимают Гаити[2].
  - Зарегистрирован национальный домен для Казахстана — .kz[83].
- 20 сентября — в Баку между 12 крупными нефтяными компаниями из 8 стран мира (Азербайджан, Турция, США, Япония, Великобритания, Норвегия, Россия и Саудовская Аравия) подписан крупномасштабный международный контракт о совместной разработке трёх нефтяных месторождений — «Азери», «Чыраг», «Гюнешли» в азербайджанском секторе Каспийского моря («Контракт века)».
- 26 сентября
  - США отменили все санкции, введённые в отношении Гаити[2].
  - В США попытка президента Клинтона провести реформу системы здравоохранения потерпела неудачу из-за оппозиции в законодательных органах[2].
  - Авиационная катастрофа под Ванаварой: самолёт Як-40 авиакомпании «Черемшанка» врезался в деревья при вынужденной посадке из-за истощения топлива в районе Ванавары (Эвенкийский АО). 28 человек погибли[84].
- 27—28 сентября — состоялся визит президента России Бориса Ельцина в США. По итогам встречи в Вашингтоне было подписано Совместное заявление президентов РФ и США по вопросу стратегической стабильности и ядерной безопасности; было принято Совместное заявление о принципах и целях развития торгового, экономического и инвестиционного сотрудничества «Партнёрство для экономического прогресса»[85].
- 28 сентября — недалеко от побережья Финляндии в Балтийском море затонул паром для перевозки автомобилей «Эстония» Погибли около 900 человек. Это крупнейшее в Европе кораблекрушение в мирное время[2][86][87][88].
- 29 сентября
  - убит вице-спикер азербайджанского парламента Афияддин Джалилов.
  - основан Народный Союз Эстонии.
- 30 сентября
  - 65-й старт (STS-68) по программе Спейс Шаттл. 7-й полёт шаттла «Индевор». Экипаж — Майкл Бейкер, Терренс Уилкатт, Томас Джоунс, Стивен Смит, Дэниел Бурш, Питер Уайсофф. Экспедиция по обслуживанию телескопа Хаббл[89].
  - Совет сотрудничества стран Персидского залива объявил о прекращении длившегося 46 лет экономического бойкота Израиля[90][91].
- 30 сентября—1 октября — в Словакии прошли первые после создания независимой Словакии в 1993 г. парламентские выборы. Победу одержало «Движение за демократическую Словакию» (34,96 %).

### Октябрь

Флаг Республики Палау

- 1 октября — провозглашена независимость Республики Палау от США.
- 3 октября
  - Старт космического корабля Союз ТМ-20. Экипаж старта — А. С. Викторенко, Е. В. Кондакова и У. Мербольд (Германия)[92].
  - Указ президента Ельцина о том, что выборы глав администраций регионов проводятся только с разрешения президента. В результате отменены выборы губернатора Приморского края, назначенные на 7 октября 1994 года[16].
- 4 октября
  - В Швейцарии сожгли себя 48 членов секты «Орден Храма Солнца»[93].
  - Шикотанское землетрясение
- 6 октября 
  - Абду-ль-Азиз Абду-ль-Гани стал премьер-министром Йемена.
  - В Москве на Осеннем бульваре в присутствии мэра города Ю. М. Лужкова открылся первый супермаркет.
- 7 октября
  - Фуад Гулиев стал и. о. премьер-министра Азербайджана (2 мая 1995 года утверждён в должности).
  - Ингвар Карлссон стал премьер-министром Швеции.
- 8 октября — в Москве учреждён Конгресс русских общин[94].
- 11 октября — «Чёрный вторник»: обвальное падение курса рубля по отношению к доллару. За один день на Московской международной валютной бирже курс доллара вырос с 2833 до 3926 рублей за доллар. В докладе, который был подготовлен специальной комиссией, говорилось, что основной причиной обвала является «раскоординированность, несвоевременность, а порой и некомпетентность решений и действий федеральных органов власти»[4][95].
- 12 октября — создание рок-группы Океан Ельзи.
- 13 октября — Рауль Седра, глава свергнутой военной хунты Гаити, получил убежище в Панаме[2].
- 15 октября — после трёхлетнего изгнания на Гаити возвратился президент страны Аристид[2].

- 16 октября

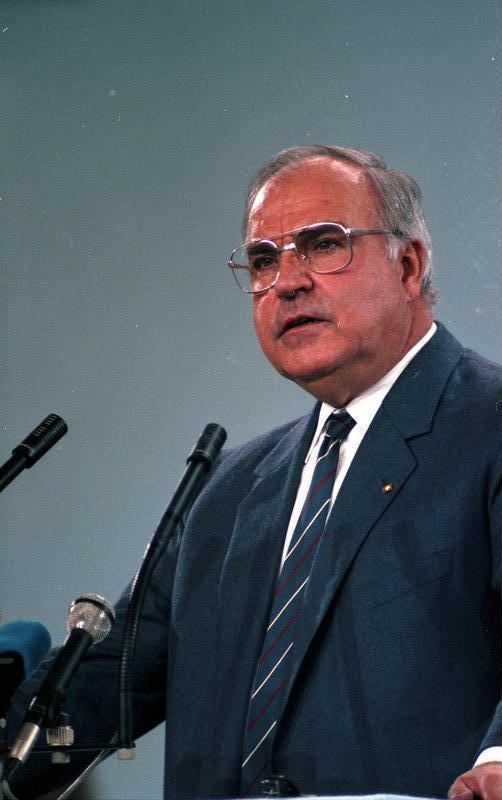
Гельмут Коль

  - В Германии прошли парламентские выборы. Очередную победу, но с меньшим перевесом одерживает правоцентристская коалиция во главе с Гельмутом Колем[2].
  - В Финляндии прошёл общенациональный референдум о вхождении страны в Европейский союз. Решение о вхождении страны в ЕС одобрили 56,9 % (явке — 70,8 %)[96].
  - Основание лотереи "Русское Лото".
- 17 октября
  - Начало вещания телекомпании «Свежий ветер».
  - В здании редакции газеты «Московский комсомолец» произошёл взрыв мощностью не менее 200 граммов в тротиловом эквиваленте. В результате взрыва погиб военный корреспондент газеты Дмитрий Холодов.
  - Вилли Клаас вступил в должность генерального секретаря НАТО (до 20 октября 1995 года)[2].
  - После отставки кабинета Любена Берова, президент Болгарии Желю Желев назначил Ренету Инджову председателем антикризисного правительства.
- 17—20 октября — состоялся визит Елизаветы II в Россию. Это был первый визит главы британского королевского дома в российское государство за всю историю двусторонних отношений, ведущих отсчёт с 1553 года[97][98].
- 18 октября — Верховная Рада Украины отменила запрет Компартии[99].
- 19 октября
  - Взрыв в средней школе в Комсомольске-на-Амуре. Жертв нет[40].
  - Арабо-израильский конфликт: террорист атаковал автобус 5 маршрута на улице Дизенгоф, погибли 22 человека.
- 20 октября — Арабо-израильский конфликт: После ряда террористических актов, совершённых боевиками из группировки «Хамас» и включающих взрыв автобуса в Тель-Авиве террористом-самоубийцей, Израиль закрыл границу с Западным берегом реки Иордан и сектором Газа[2].
- 21 октября
  - Государственная Дума приняла первую часть Гражданского кодекса РФ.
  - Академия Российского телевидения учредила ежегодную премию «ТЭФИ».
  - США и Северная Корея достигают договорённости по ядерной программе, предусматривающей согласие Северной Кореи на инспекцию предприятий атомной промышленности, тогда как США соглашаются предоставить финансовые средства для переоборудования северокорейских атомных реакторов на реакторы с обычной водой в качестве теплоносителя и заявить о дипломатическом признании Северной Кореи[2].
  - Обрушился мост над Ганой в Сеуле, более 32 погибших[93].
  - Основан Cartoon Network Studios
- 22 октября
  - В Киргизии прошёл конституционный референдум. Почти 90 процентов проголосовавших поддержали укрепление власти президента и создание двухпалатного парламента.
  - В Словакии прошёл референдум по ретроспективному раскрытию финансовых деталей крупномасштабной приватизации. Хотя его одобрили 95,9 % проголосовавших, явка избирателей составила всего 19,96 %, а референдум был признан несостоявшимся из-за недостаточной явки.

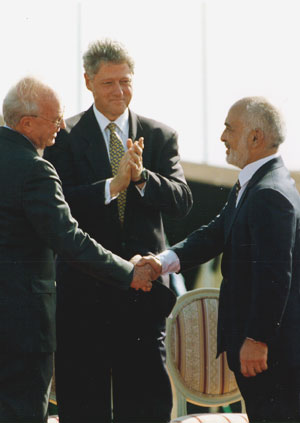
Рукопожатие при заключении Израильско-иорданского мирного договора. 1994 год. Билл Клинтон, Ицхак Рабин и король Иордании Хусейн I

- 26 октября — Иордания и Израиль подписали мирное соглашение, завершив 46-летний конфликт.
- 27 октября
  - В Мозамбике прошли парламентские выборы. Победу одержали сторонники действующего президента Жоакина Чиссано (результаты выборов объявлены 19 ноября)[2].
  - В Москве при обезвреживании взрывного устройства погиб подполковник ФСК Михаил Чеканов. После этой трагедии взрывотехники стали применять для разминирования роботы-манипуляторы ирландского производства «Хобо».
  - Впервые с 1974 года Билл Клинтон как президент США посетил Сирию для мирных переговоров[7].
- 29 октября — при заходе на посадку в аэропорту Читы самолёт Ан-12А авиакомпании «Аэро-Ника», следовавший по маршруту Южно-Сахалинск — Усть-Илимск — Ермолино по неустановленной причине столкнулся со склоном сопки. Погибли 23 человека[100].
- 31 октября
  - В Лусаке подписан протокол, который стал последней попыткой прекратить гражданскую войну в Анголе[2].
  - Потерпел катастрофу рейс 4184 авиакомпании «American Eagle Airlines», выполняющий рейс из Индианаполиса в Чикаго. Самолёт разбился в районе города Роузлоун (штат Индиана). Погибли 64 пассажира и 4 члена экипажа[101].
- Октябрь
  - Тим Бернерс-Ли основал Консорциум Всемирной паутины (W3C).
  - Премьер-министром Азербайджана Суретом Гусейновым и силами Отряда полиции особого назначения (ОПОН) предпринята неудачная попытка государственного переворота.

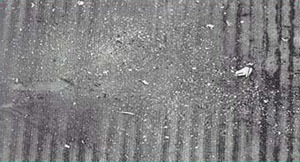
Место катастрофы ATR-72

### Ноябрь
- 1 ноября — в результате предположительно разбойного нападения в собственном подъезде смертельно ранен депутат Государственной Думы РФ В. С. Мартемьянов (5 ноября скончался в больнице)[102].
- 2 ноября
  - На севере Пакистана вспыхнули волнения противников превращения страны в исламское государство[2].
  - Полин Обам-Нгема стал премьер-министром Габона.
- 3 ноября — 66-й старт (STS-66) по программе Спейс Шаттл. 13-й полёт шаттла «Атлантис». Экипаж — Доналд МакМонэгл, Кёртис Браун, Эллен Очоа, Джозеф Таннер, Жан-Франсуа Клервуа (Франция), Скотт Паразински[103].
- 4 ноября
  - Приземление корабля Союз ТМ-19. Экипаж посадки — Ю. И. Маленченко, Т. А. Мусабаев и У. Мербольд (Германия).
  - Войска Республики Сербской перешли в контрнаступление с целью возврата занятых противником территорий, которое постепенно переросло в совместные действия мусульман Западной Боснии, боснийских и краинских сербов против правительства Боснии и Герцеговины.
- 5—13 ноября — в Каире по эгидой Фонда ООН для деятельности в области народонаселения прошла международная конференция по народонаселению и развитию[2].

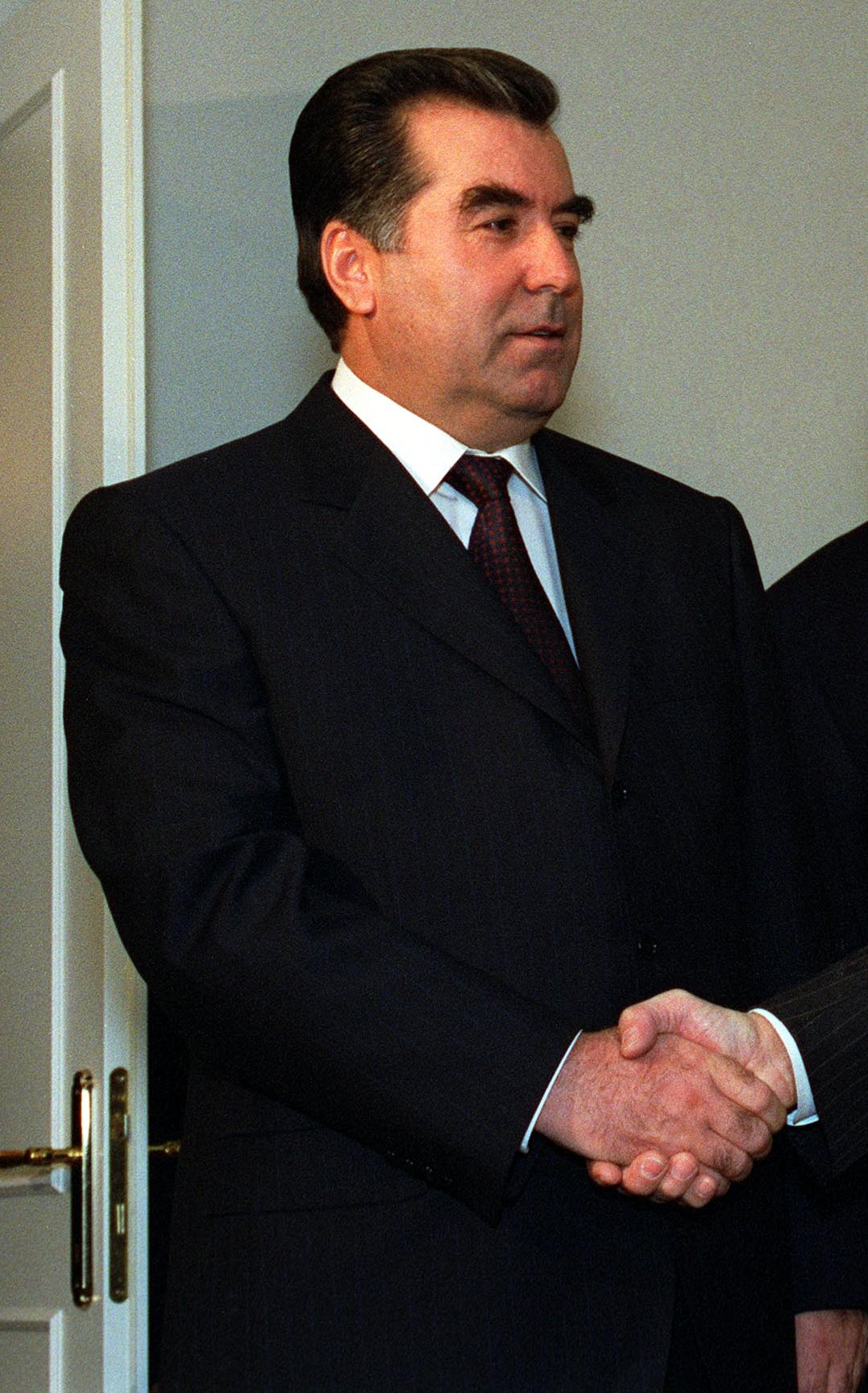
Эмомали Рахмонов

- 6 ноября — в Таджикистане прошли референдум по новой конституции и президентские выборы, победу на которых одержал Эмомали Рахмонов, набравший 58,7 % голосов (за конституцию проголосовали 95,7 % избирателей)[104]. Оппозиция выборы и референдум проигнорировала, а сторонники единственного кандидата Абдулладжанова обвинили Рахмонова в фальсификациях[105].
- 7 ноября
  - Южная Корея отменила запрет на прямые торговые связи с КНДР[2].
  - Правительство Южной Африки уволило из армии 2000 стажёров, которые самовольно оставили службу в знак протеста против условий, царящих в военных лагерях[2].
- 8 ноября
  - Совет Безопасности ООН учредил Международный уголовный трибунал для выявления и наказания виновных в геноциде в Руанде, приняв резолюцию 955[2].
  - На промежуточных выборах в Конгресс США республиканцы увеличили свой перевес в Сенате и впервые за последние 40 лет получили контроль над палатой представителей[2].
  - Джордж Буш стал губернатором штата Техас (США).
  - Андрес Таранд стал премьер-министром Эстонии.
- 9 ноября
  - В Шри-Ланке премьер-министр Чандрика Кумаратунга стала первой женщиной, избранной президентом страны. Её мать, Сиримаво Бандаранаике назначена премьер-министром.
  - В Дармштадте впервые синтезирован химический элемент дармштадтий с атомным номером 110.
- 10 ноября
  - Ирак объявил о признании суверенитета Кувейта[2].
  - Гражданская война в Анголе: Хуамбо — основной укреплённый пункт сторонников движения УНИТА — захвачен правительственными войсками[2].
  - Андорра вступила в Совет Европы[106].
- 11 ноября
  - США объявили об отмене эмбарго на поставки вооружения в бывшую Югославию[2].
  - Государственная Дума Российской Федерации приняла закон, по которому от всех иностранных приезжих требуется тест на СПИД[107].
- 12—13 ноября — на Восточном Тиморе прошли массовые акции протеста против индонезийских властей[2].
- 13 ноября — Швеция вступила в Европейский союз через референдум[93].
- 14 ноября
  - Чандрика Кумаратунга вступила в должность президента Шри-Ланки (до 19 ноября 2005 г.).
  - Открыто движение между Парижем и Лондоном через туннель под Ла-Маншем[93].
- 16 ноября — Верховная Рада Украины ратифицировал Договор о нераспространении ядерного оружия с оговоркой, увязывающей присоединение страны к договору с предоставлением ей письменных гарантий безопасности со стороны ядерных держав[108].
- 17 ноября — После распада правившей коалиции Альберт Рейнольдс ушёл в отставку с поста премьер-министра Ирландии (до 17 декабря исполнял обязанности премьер-министра)[2].
- 18 ноября
  - Арабо-израильский конфликт: в секторе Газа произошли столкновения между палестинскими полицейскими и сторонниками группировок ХАМАС и «Исламский джихад»[2].
  - В Москве бомбой был взорван мост окружной железной дороги через реку Яуза. Преступление совершила одна из чеченских преступных группировок.
- 19 ноября — в Мозамбике объявлены результаты выборов, которые принесли победу президенту страны Жоакину Чиссано[93].
- 20 ноября
  - На Аландских островах прошёл референдум по вопросу вхождения архипелага в Европейский союз. За членство в Европейском союзе проголосовали 73,64 %[109].
  - Представители правительства Анголы и движения УНИТА подписали в Лусаке протокол о прекращении военных действий на всей территории страны и возобновлении мирного процесса[110].
- 21 ноября — взрыв в здании Железнодорожного районного суда в Екатеринбурге. Жертв нет[40].
- 21—25 ноября — в ответ на обстрел Бихача авиация НАТО нанесла бомбовый удар по позициям сербов в Боснии и Герцеговине[2].
- 22 ноября — стало известно, что против премьер-министра Италии Сильвио Берлускони возбуждено уголовное дело по обвинению во взяточничестве[2].
- 25—26 ноября — в Чечне оппозиционные Джохару Дудаеву силы при поддержке российских войск предприняли неудачную попытку захвата столицы республики города Грозного[2].
- 26 ноября — Верховный Совет Абхазии принял Конституцию суверенного, демократического, правового государства — Республики Абхазия. В этот же день депутаты высшего законодательного органа страны избрали первого президента — Владислава Ардзинба, бывшего до этого Председателем Верховного Совета непризнанной страны[111].
- 27—28 ноября — в Норвегии прошёл референдум по вопросу вступления страны в ЕС. Большинство граждан высказались против[2].
- 28 ноября — попытка оппозиционных режиму Д. Дудаева сил в Чечне ворваться в Грозный[2].
- 29 ноября
  - Согласно указу Президента РФ вещание по сети распространения первого частотного канала телевидения России передано акционерному обществу «Общественное российское телевидение», что положило начало вещанию канала ОРТ.
  - В Свято-Даниловом монастыре в Москве под председательством Патриарха Московского и всея Руси Алексия II открылся Архиерейский собор Русской Православной церкви 1994 года (проходил до 2 декабря)[2].

### Декабрь
- 2 декабря
  - В Манильском заливе филиппинский паром «Cebu City»[англ.] столкнулся с сингапурским танкером «Kota Suria». Были найдены тела 73 погибших, 41 человек пропал без вести (по другим данным погибло и пропало без вести 140 человек[112]).
  - Джамшед Каримов назначен премьер-министром Таджикистана.
- 3 декабря
  - Sony представила миру свою первую игровую консоль PlayStation.
  - Во дворе собственного дома в Тбилиси расстрелян Георгий Чантурия, грузинский политический деятель, лидер националистической партии НДПГ. Его убийство вызвало широкий резонанс в стране.
- 5—6 декабря — в Будапеште состоялась встреча на высшем уровне государств — участников СБСЕ. Принято решение о переименовании СБСЕ в ОБСЕ. Реформирована система органов организации. Принят Венский документ 1994 г. и Будапештский меморандум о мерах укрепления доверия и безопасности.
- 8 декабря — в Карамае во время концерта, на котором в качестве участников и зрителей присутствовало около 800 детей в возрасте от 7 до 14 лет в здании Зала Дружбы округа Карамай вспыхнул один из самых крупных пожаров невоенного характера в истории Китайской Народной республики. Погибло 325 человек, 288 из них — дети школьного возраста, большинство из взрослых — учителя.
- 10—12 декабря — в Майами состоялась встреча глав государств и правительств стран Американского континента за исключением Кубы. В центре переговоров — создание к 2005 году зоны свободной торговли от Аляски до Аргентины[113].

- 11 декабря

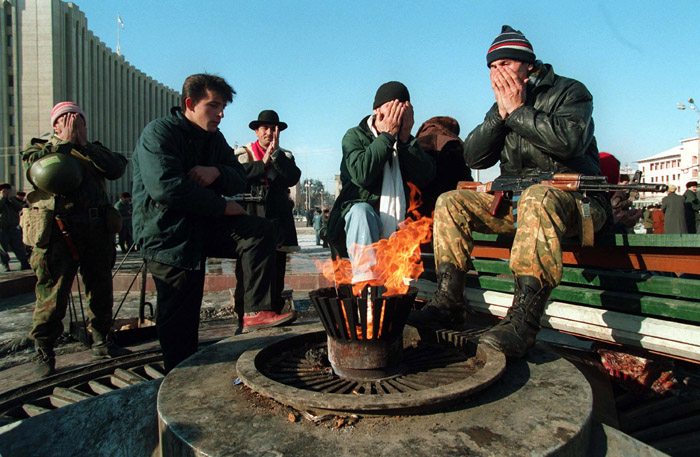
Чеченские боевики, воюющие на стороне Джохара Дудаева, молятся у вечного огня напротив здания Президентского дворца в Грозном. Декабрь 1994

  - Первая чеченская война: ввод федеральных войск в Чечню. Начало полномасштабных военных действий на территории Чеченской Республики[2].
  - На парламентских выборах в Туркменистане все места в парламенте заняла единственная легальная партия в стране — Демократическая партия[114].
  - Взрыв небольшого устройства в салоне авиалайнера Boeing 747 (Philippine Airlines) во время полёта над Тихим океаном. Погиб один из пассажиров.
- 12—22 декабря — Первая чеченская война: российские войска, находившиеся на подступах к Грозному, под Долинским понесли первые боевые потери в прямом столкновении с дудаевской армией.
- 13 декабря
  - Владимир Мечьяр сформировал правительство Словакии, состоявшее из 12 министров от ДЗДС, 4 министра от левой партии ОРС и 2 министра от националистической СНП.
  - Во время захода на посадку в аэропорт Дарем в Роли, штат Северная Каролина, самолёт Jetstream 32 компании Flagship Airlines врезался в деревья. Погибли 15 человек, 5 выжили.
- 14 декабря
  - Первая чеченская война: президент РФ Борис Ельцин направил руководителю чеченских сепаратистов Джохару Дудаеву ультиматум с требованием сложить оружие, обещая в противном случае начать штурм Грозного[2].
  - Первым опытом непосредственного спутникового вещания с территории СССР стала экспериментальная трансляция с территории Украины «Международного „Славянского канала“»[93].
- 15 декабря — В Ирландской Республике после отставки премьер-министра Альберта Рейнолдса новое коалиционное правительство формирует Джон Братон из партии Финегал, который и становится премьер-министром (до 26 июня 1997 г.)[2].
- 16 декабря — Гражданская война в Таджикистане: учреждена миротворческая Миссия наблюдателей ООН в Таджикистане[115].
- 18 декабря — на парламентских выборах в Болгарии Болгарская социалистическая партия одержала победу.
- 19 декабря — на севере Нигерии потерпел крушение грузовой самолёт Boeing 707-331C компании Nigeria Airways, погибли 3 человека, 2 выжили.
- 21 декабря — Первая гражданская война в Либерии: в Гане противоборствующими сторонами подписано соглашение об окончании гражданской войны в Либерии[2].
- 22 декабря — Сильвио Берлускони, премьер-министр Италии, уходит в отставку, чтобы не допустить возможного поражения при голосовании в парламенте, вотума о доверии[2].
- 23 декабря
  - Боснийская война: в Боснии и Герцеговине начались переговоры о прекращении огня с участием бывшего президента США Джимми Картера[2].
  - Издан Указ об автономном территориальном образовании Гагаузия (Gagauz-Yeri) в составе Республики Молдова[93].
- 24—26 декабря — Гражданская война в Алжире: угон самолёта A300 в Алжире: 4 террориста попытались захватить самолёт Airbus A300B2-1C авиакомпании «Air France» с 12 членами экипажа и 220 пассажирами на борту с целю направить авиалайнер на Париж и взорвать его над Эйфелевой башней. В Марселе (где самолёт совершил посадку для дозаправки) был взят штурмом. Все террористы были убиты, заложники не пострадали[116].

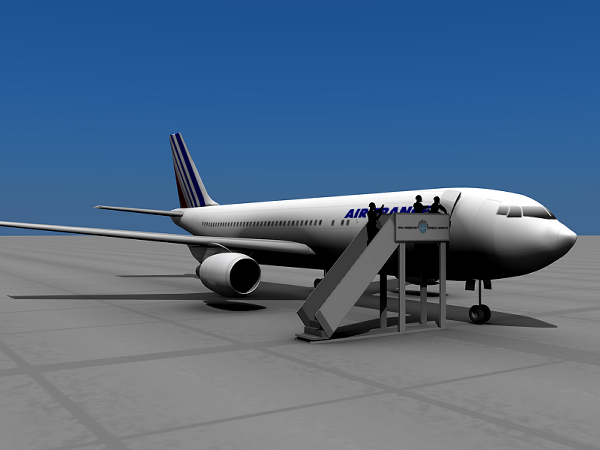
Компьютерная реконструкция штурма рейса Air France 8969

- 24—28 декабря — Первая чеченская война: Битва за Ханкалу: в результате боёв ВС РФ заняли город[117].
- 25 декабря — в Узбекистане прошёл первый тур парламентских выборов.
- 25—26 декабря — старое крохотное судёнышко с неизвестным названием, условно обозначаемое «Sinking of F174»[англ.], перевозившее нелегальных иммигрантов, затонуло близ города Портопало-ди-Капо-Пассеро (Сицилия); 283 погибших[118].
- 27 декабря — В Москве взорван автобус, следовавший по маршруту № 33. Ранен водитель[119].
- 29 декабря
  - В Великобритании проведена приватизация государственной угледобывающей компании «Бритиш коул» путём продажи в частные руки 22 шахт и 32 угольных месторождений[2].
  - Около Вана (Турция) самолёт Boeing B-737-400 компании Turkish Airlines ударился в холм около аэропорта в снежный буран после четвёртой попытки посадки. Погибли 57 человек из 76 находившихся на борту[93].
- 31 декабря
  - Первая чеченская война: начало штурма Грозного федеральными войсками[2][120].
  - Боснийская война: в Боснии и Герцеговине воюющие стороны подписали соглашение о полном прекращении захвата заложников[2].

### Без точных дат
- Крах корпорации Commodore.

### Продолжающиеся события
- Гражданская война в Бирме
- Гражданская война в Гватемале
- Гражданская война в Анголе
- Война в Восточном Тиморе
- Ачехский конфликт
- Вторая гражданская война в Судане
- Гражданская война на Шри-Ланке
- Турецко-курдский конфликт
- Арабо-израильский конфликт
- Карабахский конфликт
- Гражданская война в Сомали
- Первая гражданская война в Либерии
- Гражданская война в Афганистане
- Кашмирский конфликт
- Грузино-южноосетинский конфликт
- Грузино-абхазский конфликт
- Гражданская война в Таджикистане
- Первая чеченская война

## НХЛиНБА
- Обладателем Кубка Стэнли стал клуб Нью-Йорк Рейнджерс.
- Чемпионом НБА стал клуб Хьюстон Рокетс.

## Спорт
- 24 августа Главная бейсбольная лига вышла на забастовку с требованием повышения зарплат и впервые с 1904 года в США не состоялись игры мировой серии.

### Теннис
Чемпионами турниров из серии «Большого шлема» стали:
- Australian Open: Пит Сампрас у мужчин и Штеффи Граф у женщин.
- Roland Garros: Серхи Бругера у мужчин и Аранча Санчес-Викарио у женщин.
- Wimbledon: Пит Сампрас у мужчин и Кончита Мартинес у женщин.
- US Open: Андре Агасси у мужчин и Аранча Санчес-Викарио у женщин.
- Обладателем Кубка Дэвиса стала сборная Швеции.
- Обладателем Кубка Федерации стала сборная Испании.

### Велоспорт
Чемпионами гранд-туров стали:
- Джиро д’Италия: Евгений Берзин.
- Тур де Франс: Мигель Индурайн.
- Вуэльта Испании: Тони Ромингер.

### Формула-1

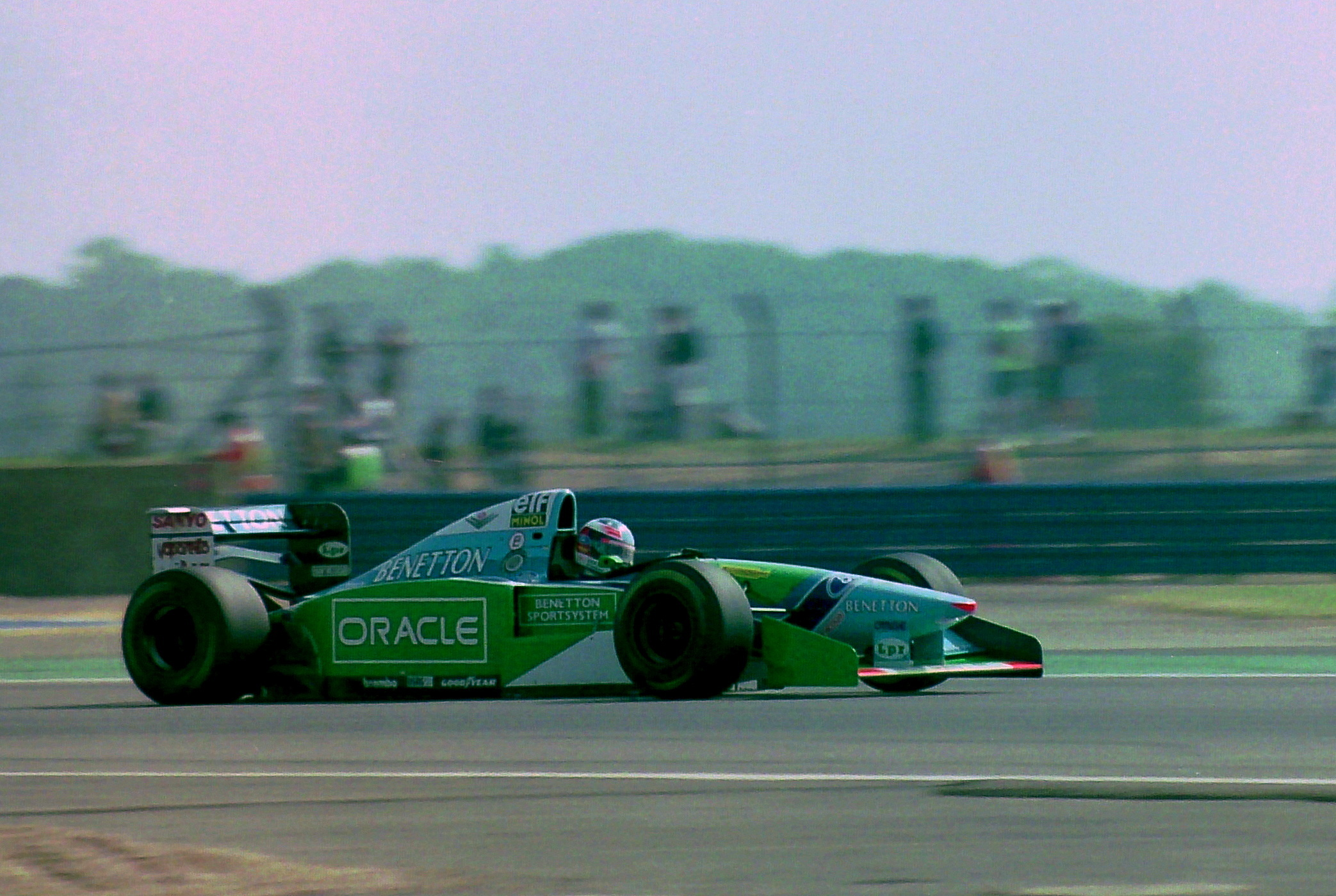
Михаэль Шумахер за рулём Benetton B194 в 1994 году

- Впервые чемпионом мира Формулы-1 стал представитель Германии — Михаэль Шумахер (Benetton).
- Обладателем кубка конструкторов стала команда Williams.

### Футбол
См. также: 1994 год в футболе
- Чемпионом России по футболу стал московский «Спартак».
- Чемпионом Англии по футболу стал «Манчестер Юнайтед».
- Чемпионами Аргентины по футболу стали «Индепендьенте» (Авельянеда) (Клаусура) и «Ривер Плейт» (Буэнос-Айрес) (Апертура).
- Чемпионом Бразилии по футболу стал «Палмейрас» из Сан-Паулу.
- Чемпионом Германии по футболу стала «Бавария».
- Чемпионом Италии по футболу стал «Милан».
- Чемпионом Испании по футболу стала каталонская «Барселона».
- Чемпионом Нидерландов по футболу стал «Аякс».
- Чемпионом Португалии по футболу стала «Бенфика».
- Чемпионом Украины по футболу стало киевское «Динамо».
- Чемпионом Уругвая по футболу стал «Пеньяроль».
- Чемпионом Франции по футболу стал «ПСЖ».
- Лигу чемпионов УЕФА выиграл итальянский «Милан».
- Кубок обладателей Кубков выиграл лондонский «Арсенал».
- Кубок УЕФА выиграл итальянский Интернационале.
- Кубок Либертадорес и Межконтинентальный Кубок выиграл аргентинский «Велес Сарсфилд».

## Государственные флаги новых государств
Ниже приведены флаги государств и непризнанных государственных образований, объявивших о независимости в 1994 году. Флаги приведены на момент провозглашения независимости.

## Эмблемы пилотируемых космических миссий
Ниже приведены эмблемы пилотируемых космических миссий, осуществлённых в 1994 г.
| Союз ТМ-18 | STS-60 | STS-62 | STS-59     | Союз ТМ-19 |
| STS-65     | STS-64 | STS-68 | Союз ТМ-20 | STS-66     |

## Родились
См. также: Категория:Родившиеся в 1994 году

### Январь
- 6 января — Мэйси МакЛэйн, американская актриса.
- 12 января — Эмре Джан, немецкий футболист турецкого происхождения.
- 14 января — Ким Чонин (Кай), южнокорейский певец и актёр, участник группы EXO.
- 15 января — Эрик Дайер, английский футболист.
- 21 января — Кеннеди, Марни, австралийская актриса.
- 28 января — Малума, колумбийский певец и композитор в жанре реггетон.

### Февраль
- 1 февраля — Гарри Стайлз, английский певец, участник группы «One Direction».
- 10 февраля
  - Кан Сыльги, южнокорейская певица и танцор, участница группы Red Velvet.
  - Сон Наын, южнокорейская певица и актриса, участница гёрл-группы A Pink.
- 11 февраля — Роман Зобнин, российский футболист.
- 12 февраля — Татьяна Лялина, украинская актриса театра и телевидения.
- 13 февраля — Мемфис Депай, нидерландский футболист, нападающий испанского клуба «Барселона» и национальной сборной Нидерландов.
- 14 февраля — HENSY, российский рэпер
- 16 февраля — Эйва Макс, американская поп-певица
- 18 февраля — Чон Хосок, южнокорейский рэпер, участник бойз-бэнда BTS.
- 21 февраля — Сон Сынван, южнокорейская певица участница группы Red Velvet.
- 23 февраля — Дакота Фэннинг, американская актриса.
- 25 февраля — Эжени Бушар, франкоканадская профессиональная теннисистка.
- 27 февраля — Хоу Ифань, китайская шахматистка.
- 28 февраля — Аркадиуш Милик, польский футболист, нападающий французского «Марселя» и сборной Польши.

### Март
- 1 марта — Джастин Бибер, канадский поп-R&B-певец.
- 5 марта — Дарья Гаврилова, российская теннисистка, бывшая первая ракетка мира в юниорском рейтинге.
- 7 марта — Джордан Пикфорд, английский футболист, вратарь клуба «Эвертон» и сборной Англии.
- 10 марта 
  - Данила Поперечный, российский видеоблогер и стендап-комик.
  - Bad Bunny, пуэрто-риканский трэп- и реггетон-исполнитель.
- 14 марта — Энсел Эльгорт, американский актёр, певец и диджей.
- 28 марта — Джексон Ван, гонконгский рэпер, певец, участник группы GOT7.
- 29 марта
  - Анастасия Костенко, российская модель, вторая вице-мисс Россия 2014 года.
  - Чхве Чжин Ри — южнокорейская певица, актриса и модель.

### Апрель
- 11 апреля
  - Дакота Блю Ричардс, британская актриса.
  - Дункан Лоуренс, нидерландский поп-певец, победитель конкурса песни «Евровидение-2019».
- 12 апреля
  - Эрик Байи, ивуарийский защитник клуба «Манчестер Юнайтед» и сборной Кот-д’Ивуара.
  - Сирша Ронан, ирландская актриса.
  - О Сехун, южнокорейский певец, рэпер, актёр, участник группы EXO.
- 14 апреля — Скайлер Сэмюэлс, американская актриса.
- 16 апреля — Лилиана Муми, американская актриса.
- 18 апреля — Аглая Тарасова, российская актриса.
- 25 апреля — Елена Ильиных, российская фигуристка, выступающая в танцах на льду; олимпийская чемпионка в команде (2014 год).
- 26 апреля — Даниил Квят, российский пилот Формулы-1 программы Red Bull Racing.

### Май
- 6 мая — Матео Ковачич, хорватский футболист, полузащитник клуба «Челси», игрок сборной Хорватии.
- 21 мая — Томас Дэйли, британский прыгун в воду.
- 24 мая — Димаш Кудайберген, казахский певец.
- 28 мая — Джон Стоунз, английский футболист.

### Июнь
- 11 июня — Ивана Бакеро, испанская актриса.
- 18 июня — Takeoff, американский рэпер, участник группы Migos
- 25 июня — Егор Крид, российский поп-певец.
- 28 июня — Хусейн ибн Абдалла, наследный принц Королевства Иордании.
- 29 июня — Камила Мендес, американская актриса.

### Июль
- 4 июля — Эра Истрефи, косоварская певица и автор-исполнитель.
- 9 июля — Элджей, российский хип-хоп исполнитель.
- 12 июля — Эльдар Джарахов, рэпер, видеоблогер, один из основателей рэп-дуэта «Успешная Группа».
- 16 июля — Марк Инделикато, американский актёр и певец.
- 17 июля — Виктор Линделёф, шведский футболист.
- 27 июля — Винни Харлоу, канадская фотомодель.

### Август
- 3 августа — Корантен Толиссо, французский футболист тоголезского происхождения, центральный полузащитник мюнхенской «Баварии» и сборной Франции.
- 10 августа — Бернарду Силва, португальский футболист.
- 14 августа — Elvira T, российская певица и композитор.
- 17 августа — Таисса Фармига, американская актриса театра, кино, телевидения и озвучивания.
- 18 августа — Мэделин Петш, американская актриса.

### Сентябрь
- 1 сентября — Дарья Зевина, украинская пловчиха.
- 12 сентября
  - Ким Намджун, южнокорейский рэпер. Является лидером и рэпером бойбенда BTS.
  - Элина Свитолина, украинская профессиональная теннисистка.
- 23 сентября — Ерри Мина, колумбийский футболист, защитник клуба «Эвертон» и сборной Колумбии.
- 24 сентября — Александра Бортич, российская киноактриса.
- 29 сентября — Холзи, американская певица и автор песен.
- 30 сентября — Алия Мустафина, российская гимнастка.

### Октябрь
- 2 октября — Рене Захна, эстонский биатлонист.
- 7 октября — Эльмира Абдразакова, российская модель.
- 9 октября — Джодель Фёрланд, канадская актриса.
- 22 октября — Анна Кошмал, украинская киноактриса.
- 24 октября — Крэйг Гордвин, американский рэпер.

### Ноябрь
- 2 ноября — Шейн Ли Линдстром, американский продюсер и автор песен.
- 10 ноября — Зои Дойч, американская актриса.
- 12 ноября — Гийом Сизерон, французский фигурист, выступающий в танцах на льду, олимпийский чемпион (2022 год), многократный чемпион мира и Европы.
- 25 ноября — Анастасия Квитко, российская модель.

### Декабрь
- 1 декабря — Айви Латимер, австралийская актриса.
- 7 декабря — Юдзуру Ханю, японский фигурист-одиночник, олимпийский чемпион, чемпион мира.
- 8 декабря — Рахим Стерлинг, английский футболист ямайского происхождения, полузащитник английского клуба «Манчестер Сити» и сборной Англии.
- 17 декабря
  - Никита Медведев, российский футбольный вратарь.
  - Евгения Тарасова, российская фигуристка в парном катании, чемпионка Европы.
- 19 декабря — Наоми Секейра, австралийская актриса, телеведущая и певица.
- 20 декабря — Назрия Назим, индийская актриса, певица, модель и телеведущая.
- 21 декабря — Дмитрий Масленников, российский видеоблогер, музыкант, автор-исполнитель, телеведущий.
- 26 декабря — Саманта Боскарино, американская актриса и певица.

## Скончались
См. также: Категория:Умершие в 1994 году
Список умерших в 1994 году

## Персоны года
Человек года по версии журнала Time — Иоанн Павел II, папа римский.

## Нобелевские премии
- Физика — Бертрам Брокхауз — «За создание нейтронной спектроскопии», Клиффорд Шалл — «За создание метода нейтронной дифракции».
- Химия — Джордж Олах — «За вклад в химию углерода».
- Медицина и физиология — Альфред Гилман, Мартин Родбелл — «За открытие G-белков и роли этих белков в сигнальной трансдукции в клетке».
- Экономика — Джон Нэш, Рейнхард Зельтен, Джон Харсаньи — за фундаментальный анализ равновесия в теории некооперативных игр.
- Литература — Кэндзабуро Оэ — «За то, что он с поэтической силой сотворил воображаемый мир, в котором реальность и миф, объединяясь, представляют тревожную картину сегодняшних человеческих невзгод».
- Премия мира — Ицхак Рабин, Шимон Перес, Ясир Арафат — «За усилия по достижению мира на Ближнем Востоке».

## Комментарии
1. ↑  Российские интересы в Лихтенштейне представляет посольство Российской Федерации в Швейцарии, интересы Лихтенштейна в России представляет посольство Швейцарии.
2. ↑  Ангола, в прошлом португальская колония, получила независимость 11 ноября 1975 года. Хотя США вскоре признали независимость нового государства, они отказались признавать правительство страны, сформированное из сторонников МПЛА, поддерживавшего союзнические отношения с СССР и Кубой (войска последней находились на территории Анголы). Официальное признание США ангольского правительства состоялось только 19 мая 1993 года после первых в стране многопартийных выборов, состоявшихся в 1992 году. 10 января 1992 года в Луанде состоялось открытие Бюро по связям США. Дипломатические отношения между странами были официально установлены 14 июля 1994 года, когда ангольским властям вручил свои верительные грамоты первый посол США в Анголе.